# アイオケ
アイオケは、日本の女性アイドルユニット。2020年7月23日に現在のユニット名での活動を開始した。コンセプトは「歌と本物の演奏とダンスを融合したアイドルグループ」、キャッチコピーは「会いにいけるオーケストラ、愛に生きるオーケストラ、アイドルオーケストラ」である。推奨ハッシュタグは#アイオケ。
旧ユニット名は、キャンディボイス、アイドルオーケストラRY's、RY's（読みはリィーズ）である。

## 概要
アイドルとクラシック音楽を融合した楽曲が特徴であり、イントロや間奏などにクラシックの名曲が組み込まれているものが多い。楽器担当、ボーカル担当、パフォーマー担当が存在する。ファンの総称は楽団員。
元々はキャンディボイスという声優オーディション番組『スパルタンMX』内で結成された声優ユニットだった。現在のメンバーで、キャンディボイスから所属しているのは根本流風のみ。
RY'sのユニット名は、アイドルオーケストラRY's初期メンバーの頭文字から命名された。
現在のユニット名であるアイオケは、アイドルオーケストラRY's期からアイドルオーケストラの略称として使用されていたものである。
アイドルオーケストラという表現はアイオケのキャッチコピーの一つとして引き継がれている。また、推奨ハッシュタグである#アイオケも、アイドルオーケストラRY's期から使われていたもので、アイオケとなった現在も引き続き使用されている。
2014年4月2日、キャンディボイスとして活動することになる6名が決定。2014年4月23日、ユニット名キャンディボイス発表。
2015年6月10日、メンバー追加による新体制となり、キャンディボイス名義としての活動を終え、アイドルオーケストラRY's名義での活動を開始した。
2018年7月1日、ユニット名をアイドルオーケストラRY's名義からRY's名義に改名。併せてロゴも変更された。
2020年3月29日、『YUU卒業LIVE・ファイナル』を区切りに期間未定の充電期間(活動休止期間)に入った。2020年6月10日、充電期間を完了し活動再開を発表。
2020年7月23日、メンバー追加による新体制となり、RY's名義での活動を終え、現在はアイオケ名義で活動している。

## 略歴

### キャンディボイス 期 (2014年 - 2015年)
初期メンバーは、臼井晴菜、近藤ゆき、高橋紗妃、豊泉志織、根本流風、濱頭優の6人。

#### 2014年
- 4月2日、スパルタンMX第40回の放送にて、同番組で開催されていたオーディションで勝ち残った選抜メンバー6名が発表された。女子1期生からは、臼井晴菜、近藤ゆき、高橋紗妃、根本流風の4名、女子2期生からは、豊泉志織、濱頭優の2名が選抜された[10]。
- 4月23日、スパルタンMX第43回の放送にて、選抜メンバー6名で声優ユニット「キャンディボイス」として活動することが発表された[11][16]。
- 5月7日、配信シングル「誰よりもデビュー(TVサイズ)」発売。TOKYO MX『スパルタンMX』オープニングテーマ[17][18]。
- 6月11日、DVD『誰よりもデビュー』(CD付属)発売。配信シングル「誰よりもデビュー(フルサイズ)」、「誰よりもデビュー Piano Ver.」発売(Piano Ver.は配信限定)[19]。
- 8月17日、近藤ゆきがリーダーに就任[20][21]。
- 10月5日、「鋼の街 アイドルver」がアニメ『毎度!浦安鉄筋家族』(14発目 - 25発目)のオープニングテーマとして放送[22][23]。
- 10月17日、臼井晴菜が声優業専念のため、豊泉志織が女優業専念のため、本日をもって卒業することが発表された[24][25][26]。

#### 2015年
- 6月10日、キャンディボイスとしての活動を終了[6]。

### アイドルオーケストラRY's ～ RY's 期 (2015年 - 2020年)
初期メンバーは、リーダーのYUKI/近藤ゆき(ボーカル)、SAKI/高橋紗妃(ボーカル)、RUKA/根本流風(ボーカル)、YUU/濱頭優(ボーカル)、RIO/荻原理緒(ヴァイオリン)、SACHI(ピアノ)の6人。
アイドルオーケストラRY's ～ RY's 期ではメンバー名の表記がアルファベットの大文字表記で統一され、キャンディボイス期から活動しているメンバーについても表記が変更になっている。

#### 2015年
- 6月10日、新たにメンバーを加え「アイドルオーケストラRY's」として活動することを発表[6]。
- 7月22日、1stシングル「フランボワーズ」発売。
- 12月29日、『アイドルオーケストラ♪ RY's 単独ライブVOL.2』にて、SAKI/高橋紗妃が女優業専念のため、SACHIが本人の希望により卒業することが発表された。なお、卒業する2名とも欠席での発表であった[34][35]。

#### 2016年
- 3月20日、2ndシングル「トライ＆GO！」発売。
- 9月30日、デビューミニアルバム『アイオケ♪』発売。

#### 2017年
- 1月14日、3rdシングル「ラムネ・フォトグラフ」発売。『あけおめ楽団員会議』にて、KANAMI/平岡かなみの加入を正式発表[36][37]。
- 6月14日、4thシングル「自分エール。」発売。『2017 SBSカップ国際ユースサッカー』の公式テーマソング[38]。
- 7月8日、『アイドル♪オーケストラRY's 結成2周年記念楽団員会議』にて、JIN/西森じん(ボーカル)が加入[39][40]。
- 9月8日、YUU/濱頭優が中国上海に留学するため芸能活動を一時休止[41][42][43]。
- 9月10日、YUKI/近藤ゆきが女優業専念のため卒業。リーダーであったYUKI/近藤ゆきの卒業に伴い、2018年1月にYUU/濱頭優がRY'sの2代目リーダーに就任するまでリーダー不在となる[44]。
- 12月29日、KANAMI/平岡かなみが女優業専念のため脱退[45]。

#### 2018年
- 1月14日、YUU/濱頭優が中国上海の留学から帰国し、芸能活動を再開[46]。
- 1月28日、YUKI/近藤ゆきの卒業後不在であったRY'sの2代目リーダーにYUU/濱頭優が就任[44][47]。
- 3月21日、5thシングル「#青春1・2・3」発売。HiBiKi Radio Station『RY’sのアイオケ♪RADIO』メインテーマ、ニコニコ公式生放送『オーイシ✕加藤の「ニコ生☆音楽王」』3月度エンティング曲、日本テレビ系『バズリズム０２』POWER PLAYのトリプルタイアップ[48]。
- 7月1日、ユニット名を「RY's」に改名[12]。併せてロゴも変更された[13]。
- 7月1日、『夏の楽団員会議お座敷篇』にて、SUAI/高橋紫微(フルート)が加入[49]。
- 12月15日、『RY's・RIO Birthday Live2018』にて、RIO/荻原理緒が2019年4月14日をもって卒業することが発表された[50][51]。

#### 2019年
- 4月14日、『RY's・RIO卒業公演FINAL・夜の部～RY'ｓ弾き納め、みんな本当にありがとう～』をもって、RIO/荻原理緒が卒業[50]。
- 8月11日、『RY's ピアノ担当YURIKA お披露目LIVE』にて、YURIKA/白鳥ゆりか(キーボード)が加入[52]。
- 8月28日、6thシングル「サマー・トレジャー」発売。
- 12月27日、『RY'sワンマンHALL LIVE2019』にて、YUU/濱頭優が2020年3月末をもって芸能活動を卒業することが発表された[53]。

#### 2020年
- 3月25日、ミニアルバム『ハルオケ』発売。
- 3月29日、『YUU卒業LIVE・ファイナル』をもって、YUU/濱頭優が卒業。同時に芸能界を引退。卒業理由は就職のため。RY'sの2代目リーダーであるYUU/濱頭優の卒業に伴い、RUKA/根本流風がRY'sの3代目リーダーに就任。また、YUU/濱頭優の卒業を区切りに充電期間(活動休止期間)を設けることを発表。正確な充電期間は未定[14]。
- 6月10日、充電期間を完了し活動再開を発表。新メンバーの加入決定も発表された[15]。
- 7月23日、昼公演『LAST RY's ～夢～』にて、RY'sとしての体制の活動終了が発表された[1]。

### アイオケ 期 (2020年 - )
初期メンバーは、RY'sメンバーの4人に追加メンバー4人を加えた、リーダーの根本流風(ボーカル)、JIN(西森じん)(ボーカル)、高橋紫微(フルート)、白鳥ゆりか(ピアノ・キーボード)、白石みずほ(パフォーマー)、三田萌日香(ボーカル)、kurumi(ヴァイオリン)、とろぴかる☆ゆーき(ボーカル)の8人。
アイドルオーケストラRY's ～ RY's 期ではメンバー名の表記がアルファベットの大文字表記で統一されていたが、一部メンバーを除いて撤廃された。そのため、RY'sメンバーの表記についても変更になっている。

#### 2020年
- 7月23日、夜公演『LAST RY's ～はじまり～』にて、新たにメンバーを加え「アイオケ」として活動することを発表[1]。
- 7月28日、SHOWROOMにて6月24日～30日に開催されたイベント「【センターは君だ！】RY'sカラオケボーカルオーディション2020」のオーディション最終審査の結果、2020年秋制作楽曲のセンターボーカルとしてひなひなの加入が決定したことが発表された[54]。
- 9月19日、『アイオケ♪ワンマンホールライブ2020』にて、ひなひなが登壇し挨拶を行った[55]。
- 11月3日、『【ひなひなお披露目】アイオケ定期公演@代官山LOOP』にて、ひなひなのお披露目公演が開催され、正式にひなひながアイオケとして活動開始した[56]。
- 12月9日、アイオケのデビュー曲「Catch The Dream」および「【ご報告】私、食べるのやめます。」[注釈 4]、「アイオケ体操第一」の3曲が配信開始[57][4]。

#### 2021年
- 3月24日、デビューシングル「Catch The Dream」発売[58]。日本テレビ系『それって!?実際どうなの課』4月度エンディングテーマ[59][60]。
- 6月23日、2ndシングル「革命のベルを鳴らせ」発売[61][62][63][64]。
- 11月13日、『アイオケ5大都市ツアー「Go To LIVE」 ツアーファイナル＠代官山UNIT・夜公演』にて、新メンバー4名『ゆゆ・THE・エクスカリバー(パフォーマー)、大野まりか(サックス)、かのん(ボーカル)、安里唯(ボーカル)』が加入[65][66][67][68][69]。
- 11月26日、JIN(西森じん)がサブリーダーに就任[70][71]。
- 12月27日、メンバー数の増大に伴い、少人数のチーム分けが行われることが発表された。

#### 2022年
- 1月14日、チーム分けのチーム名およびメンバー構成が正式に発表された[72]。チーム分けの構成は次の通り。チーム「大美女」は、根本流風、三田萌日香、かのん、高橋紫微、白鳥ゆりか、白石みずほの6名。チーム「負けないグー・チョキ・パー」は、JIN(西森じん)、とろぴかる☆ゆーき、安里唯、kurumi、大野まりか、ゆゆ・THE・エクスカリバーの6名。
- 4月23日、1stアルバム「ノンジャンル」に収録される「誕生日おめでTOKYO」および「今日からキミも楽団員！！」が先行配信開始。「誕生日おめでTOKYO」は、テレビ神奈川『ニューヨークと蛙亭のキット、くる!!』メインテーマ曲[73][74]。
- 5月19日、白石みずほが2022年8月20日に開催するワンマンライブ『「マジで！？アイオケ♪」＠豊洲PIT』後、2022年内にグループを卒業することが発表された[75][76]。
- 5月24日、1stアルバム「ノンジャンル」発売[73][77]。
- 8月20日、『「マジで！？アイオケ♪」@豊洲PIT』にて新メンバー公開オーディションを実施[78]。
- 10月10日、『白石みずほ卒業公演-ドクリンゴ-』をもって、白石みずほが卒業[79]。
- 10月17日、公式サイトにて、とろぴかる☆ゆーきが『「アイオケ♪カラオケ歌合戦」(昼の部)』をもって、卒業することが発表された[80]。
- 11月13日、『「アイオケ♪カラオケ歌合戦」(昼の部)』をもって、とろぴかる☆ゆーきが卒業。同時に芸能界を引退。
- 12月24日、『アイオケクリスマスパーティー』にて、新メンバー公開オーディションで合格した小林萌夏(ボーカル)が加入[81][82][83]。

#### 2023年
- 2月11日、Blu-ray『アイオケワンマンライブ「マジで！？アイオケ♪」』発売[81]。
- 4月7日、『ガチオケ♪』にて、高橋紫微が2023年7月23日をもって卒業することが発表された。
- 6月24日、『アイオケ♪Classic ＃2』にて、かのんが2023年8月で卒業することが発表された[84]。
- 6月24日、『アイオケ♪Classic ＃2』にて、新メンバー2名『真田真帆(ボーカル)、草凪美海(トランペット)』が加入[85]。
- 7月23日、『〜高橋紫微卒業。 いつのまにか、青春を捧げていた〜』をもって、高橋紫微が卒業[86]。
- 8月18日、『かのん卒業公演 ～今までの夢、これからの道。～』をもって、かのんが卒業[87]。
- 9月9日、2ndアルバム「誘惑のぶりっこプリンセス」に収録される「最大級 my ラプソディー」が先行配信開始[88][89]。
- 10月10日、2ndアルバム「誘惑のぶりっこプリンセス」発売[90][91]。
- 10月29日、『LVE TOUR「7つの大罪」横浜公演 昼の部』にて、白鳥ゆりかが2024年2月をもって卒業することが発表された[92][93]。

#### 2024年
- 2月17日、『白鳥ゆりか卒業公演〜0時までのシンデレラ〜』をもって、白鳥ゆりかが卒業予定[94]。
- 3月16日、3ヵ月連続シングル配信リリース決定を発表[95]。MV監督にNHK『それしか　ないわけ　ないでしょう』『ふしぎのヤッポ島 プキプキとポイ』監督ほか、松任谷由実に関する映像クリエイティブに多数関わる映像作家・吉葉龍志郎を迎える[96][97]。
  - 第1弾：5月28日「i miss U」（作詞：根本流風 作曲：AZU）【MV】https://youtube.com/xqkRbXw
  - 第2弾：6月25日「Yami gimme love」（作詞：TAKU Tanaka, LINDY 作曲：TAKU Tanaka）【MV】https://youtube.com/iRgd3T5
  - 第3弾：7月30日「アイドルイノベーション」（作詞：かんのじゅリ。作曲:AZU）

## メンバー
メンバー各人が異なる事務所に所属もしくはフリーランスで活動しており、アイオケの活動とは別にそれぞれ個人での活動も行っている。

### 現体制メンバー (アイオケ 期)

#### 現行メンバー
| 名前                                                 | 担当              | カラー             | ニックネーム                   | 所属事務所                 | 生年月日               | 活動開始日     | 血液型 | 出身地   | 加入期                   | 特技                                       | 備考・その他活動 |
| ---------------------------------------------------- | ----------------- | ------------------ | ------------------------------ | -------------------------- | ---------------------- | -------------- | ------ | -------- | ------------------------ | ------------------------------------------ | --- |
| - 根本流風 - ねもと るか                             | ボーカル          | - レッド           | るかちゃん ねもっちゃん        | ミレニアムプロ             | 1998年2月10日（27歳）  | 2020年7月22日  | A型    | 神奈川県 | キャンディボイス         | イラスト 自己紹介ギャグ制作                | アイオケのリーダー。 声優としても活動している。 キャンディボイスからの唯一のオリジナルメンバーである。 メンバーカラーがRY's期の黄色から赤(レッド)に変更となった。 |
| - JIN (じん) - じん                                  | ボーカル          | - グリーン         | じん                           | ミレニアムプロ             | 1997年8月18日（27歳）  | 2020年7月22日  | A型    | 神奈川県 | アイドルオーケストラRY's | テニス ヘアアレンジ                        | アイオケのサブリーダー。 女優、浜松オートレースヴィーナスとしても活動している。                                                                                   |
| - 白鳥ゆりか - しらとり ゆりか                       | ピアノ キーボード | - ピンク           | ゆりか しらゆりちゃん          | フリー                     | 1998年10月15日（26歳） | 2020年7月22日  | A型    | 岡山県   | RY's                     | 高速三つ編み                               | 東京音楽大学卒業。 小学生の頃から数々のピアノコンクールに入賞してきた逸材。                                                                                       |
| - 三田萌日香 - みた もにか                           | ボーカル          | - ブルー           | もにか もにちゃん              | 久保プロモーション         | 2000年8月12日（24歳）  | 2020年7月22日  | A型    | 東京都   | アイオケ                 | 激辛を食べる 変顔 人の顔と名前を覚えること | 聖心女子大学卒業。 女優、横浜FCスタジアムMCとしても活動している。                                                                                                 |
| - kurumi - くるみ                                    | ヴァイオリン      | - ゴールド         | くるみん                       | ミレニアムプロ             | 1996年5月27日（29歳）  | 2020年7月22日  | A型    | 千葉県   | アイオケ                 | どこでも寝れる                             | ヴァイオリン奏者としても活動している。 武蔵野音楽大学を首席で卒業。                                                                                               |
| - ゆゆ・THE・エクスカリバー - ゆゆ ざ えくすかりばー | パフォーマー      | - ライトグリーン   | ゆゆち 田渕友夢（たぶち ゆゆ） | ミレニアムプロ             | 1995年5月17日（30歳）  | 2021年11月13日 | AB型   | 岡山県   | アイオケ                 | ダンス クラリネット メロンパン作り         | 女優、振付師としても活動している。 |
| - 大野まりか - おおの まりか                         | サックス          | - ホワイト         | まりかちゃん まりちゃん        | ミレニアムプロ             | 1999年9月21日（25歳）  | 2021年11月13日 | A型    | 愛知県   | アイオケ                 | ピカチュウのモノマネ クラリネット          | 名古屋音楽大学卒業。 クラリネット奏者としても活動している。 クラリネット奏者であるが、アイオケではサックス担当として活動する。                                    |
| - 安里唯 - あんり ゆい                               | ボーカル          | - ライトブルー     | あんり                         | 演劇カンパニー曲者/(株)GFA | 1996年3月8日（29歳）   | 2021年11月13日 | AB型   | 愛知県   | アイオケ                 | バレエ 体が柔らかい                        | 立教大学映像身体学科卒業。 女優、ダンサー、振付師としても活動している。                                                                                           |
| - 小林萌夏 - こばやし もか                           | ボーカル          | - サンフラワー     | もかるん こばもか              | エアーズロック             | 2001年7月16日（23歳）  | 2022年12月24日 | A型    | 東京都   | アイオケ                 | フラフープ 電卓早打ち                      | 青山学院大学経営学部在学。 女優としても活動している。 |
| - 真田真帆 - さなだ まほ                             | ボーカル          | - ロイヤルブラック | まほ                           | キープスマイリング         | 1998年6月13日（27歳）  | 2023年6月24日  | B型    | 徳島県   | アイオケ                 | お菓子作り 長時間睡眠                      | 女優としても活動している。 |
| - 草凪美海 - くさなぎ みう                           | トランペット      | - ラベンダー       | みう みうちゃん                | ミレニアムプロ             | 2001年5月7日（24歳）   | 2023年6月24日  | B型    | 神奈川県 | アイオケ                 | ミュージカルオタク プリンの食レポ          | 桜美林大学芸術文化学群音楽専修在学。 ミュージカル女優、音楽家としても活動している。                                                                               |

#### 旧メンバー
| 名前                                    | 担当         | カラー     | ニックネーム                  | 最終所属事務所 | 生年月日               | 活動期間                       | 血液型 | 出身地 | 加入期   | 特技                                               | 備考・その他活動 |
| --------------------------------------- | ------------ | ---------- | ----------------------------- | -------------- | ---------------------- | ------------------------------ | ------ | ------ | -------- | -------------------------------------------------- | --- |
| - ひなひな - ひなひな                   | ボーカル     | - オレンジ | － (オフィシャルサイト未掲載) | シアー         | 2004年4月25日（21歳）  | 2020年11月3日 - 2021年3月31日  | A型    | 東京都 | アイオケ | － (オフィシャルサイト未掲載)                      | 現在は、「桂愛姫奈 (かあいひな)」名義にてアイドルグループ「My Best Friend」のメンバーとして活動している。 現役高校生である。 SHOWROOM配信者として毎日配信を行っている。 SHOWROOMイベント「【センターは君だ！】RY'sカラオケボーカルオーディション2020」によってボーカル担当として加入。 |
| - 白石みずほ - しらいし みずほ          | パフォーマー | - ブラック | みにゃん                      | フリー         | 1991年9月11日（33歳）  | 2020年7月22日 - 2022年10月10日 | O型    | 群馬県 | アイオケ | ワイン（日本ソムリエ協会ワインエキスパート） dance | パフォーマーとして振付を担当する。 グラビアアイドルとしても活動している。 「炎の姫 珠守 (しゅしゅ)」名義にて、「WORLD of the CHARACTERS」のキャストとしても活動していた。 「MIZ」名義にて、ダンスボーカルユニット「LUNA∞SOL」のDANCERとしても活動していた。                            |
| - とろぴかる☆ゆーき - とろぴかる ゆーき | ボーカル     | - 黄色     | ゆーき                        | ミレニアムプロ | 2001年12月16日（23歳） | 2020年7月22日 - 2022年11月13日 | A型    | 愛媛県 | アイオケ | 和太鼓                                             | アイオケ卒業と同時に芸能界を引退。 現役大学生である。 元々はSHOWROOMのアマチュア枠の配信者であったが、高橋紫微のSHOWROOM配信がきっかけでスカウトされた。アイオケで芸能界デビューとなる。                                                                                               |
| - 高橋紫微 - たかはし すあい            | フルート     | - パープル | すあい                        | Primo          | 1993年7月22日（31歳）  | 2020年7月22日 - 2023年7月23日  | O型    | 埼玉県 | RY's     | 書道6段                                            | フルート奏者としても活動している。 2018年 準ミス・ワールド日本代表。 台湾台南市親善大使を務める。 元メンバーの ヴァイオリニスト RiO と共に、ユニット「はんぶんこ」およびレースクイーン「raffinee μ’s」としても活動している。                                                           |
| - かのん - かのん                       | ボーカル     | - シルバー | のんたん                      | フリー         | 2000年9月6日（24歳）   | 2021年11月13日 - 2023年8月18日 | O型    | 群馬県 | アイオケ | 20分間ぐるぐる回ること                             | 現役音大生である。 大学ではフルートを専攻しているが、アイオケではボーカル担当として活動する。 個人での音楽活動の際には「宇佐美かのん」名義で活動する。 |

### 旧体制メンバー

#### 旧体制メンバー（アイドルオーケストラRY's ～ RY's 期）
一部メンバーについては現メンバーと重複するが、メンバー名の表記違いやメンバーカラーが異なるため本項にも併記する。
- 背景色が   のメンバーは、アイドルオーケストラRY's ～ RY's 期に卒業したメンバー。
- 背景色が   のメンバーは、アイオケ 期のメンバーとして引き続き活動継続。

| 名前                                             | 担当         | カラー   | ニックネーム            | 最終所属事務所             | 生年月日               | 活動期間                       | 血液型 | 出身地   | 加入期                   | 備考・趣味／特技 |
| ------------------------------------------------ | ------------ | -------- | ----------------------- | -------------------------- | ---------------------- | ------------------------------ | ------ | -------- | ------------------------ | --- |
| - YUKI / 近藤ゆき - ゆき / こんどう ゆき         | ボーカル     | - ピンク | ゆき                    | スターダストプロモーション | 1995年8月12日（29歳）  | 2015年6月10日 - 2017年9月10日  | O型    | 高知県   | キャンディボイス         | RY's 初代リーダー。 趣味：水晶集め、スキップ／特技：スポーツ、お菓子作り。                                                           |
| - SAKI / 高橋紗妃 - さき / たかはし さき         | ボーカル     | -        | さき                    | グッデイ                   | 1995年7月30日（29歳）  | 2015年6月10日 - 2015年12月29日 | A型    | 埼玉県   | キャンディボイス         | 趣味：読書／特技：ロンダート。 |
| - RUKA / 根本流風 - るか / ねもと るか           | ボーカル     | - 黄色   | るかちゃん ねもっちゃん | ミレニアムプロ             | 1998年2月10日（27歳）  | 2015年6月10日 - 2020年7月23日  | A型    | 神奈川県 | キャンディボイス         | RY's 3代目リーダー。 2020年7月23日以降も、引き続きアイオケで根本流風として活動継続。 特技：似顔絵を描く事、ペンギングッズ集め。      |
| - YUU / 濱頭優 - ゆう / はまがしら ゆう          | ボーカル     | - 青     | ゆう がしこ がしちゃん  | フリー                     | 1998年2月25日（27歳）  | 2015年6月10日 - 2020年3月29日  | O型    | 福井県   | キャンディボイス         | RY's 2代目リーダー。 2020年3月29日RY's卒業。同時に芸能界を引退。 趣味：ダンス／特技：中国語。                                        |
| - RIO / 荻原理緒 - りお / おぎわら りお          | ヴァイオリン | - 赤     | ちゃんりお              | Primo                      | 1990年12月20日（34歳） | 2015年6月10日 - 2019年4月14日  | B型    | 東京都   | アイドルオーケストラRY's | 趣味：旅行、歩くこと 特技：一度通った道を覚える。                                                                                    |
| - SACHI - さち                                   | ピアノ       | -        | さち                    | Primo                      | 1993年11月16日（31歳） | 2015年6月10日 - 2015年12月29日 | A型    | 東京都   | アイドルオーケストラRY's | 趣味：ライブに行くこと、ドライブ、ダンス 特技：高速瞬き                                                                              |
| - KANAMI / 平岡かなみ - かなみ / ひらおか かなみ | フルート     | - 橙     | かなみん かなみ         | ルピナス・エンタープライズ | 1996年11月10日（28歳） | 2017年1月14日 - 2017年12月29日 | AB型   | 東京都   | アイドルオーケストラRY's | 趣味：お菓子作り、アコースティックギター 特技：フルート奏演、ピアノ。                                                                |
| - JIN / 西森じん - じん / にしもり じん          | ボーカル     | - 緑     | じん じんじん じんたん  | オフィスサカイ             | 1997年8月18日（27歳）  | 2017年7月8日 - 2020年7月23日   | A型    | 神奈川県 | アイドルオーケストラRY's | 2020年7月23日以降も、引き続きアイオケでJINとして活動継続。                                                                           |
| - SUAI / 高橋紫微 - すあい / たかはし すあい     | フルート     | - 紫     | すあい                  | Primo                      | 1993年7月22日（31歳）  | 2018年7月1日 - 2020年7月23日   | O型    | 埼玉県   | RY's                     | 2020年7月23日以降も、引き続きアイオケで高橋紫微として活動継続。 特技：英語、書道六段                                                 |
| - YURIKA / 白鳥ゆりか - ゆりか / しらとり ゆりか | キーボード   | - ピンク | ゆりか しらゆりちゃん   | フリー                     | 1998年10月15日（26歳） | 2019年8月11日 - 2020年7月23日  | A型    | 岡山県   | RY's                     | 2020年7月23日以降も、引き続きアイオケで白鳥ゆりかとして活動継続。 漢検3級、英検準2級の資格を持っている。特技はピアノ、高速三つ編み。 |

#### 旧体制メンバー (キャンディボイス 期)
一部メンバーについてはアイドルオーケストラRY's ～ RY's 期メンバーと重複するが、メンバー名の表記が異なるため本項にも併記する。
- 背景色が   のメンバーは、キャンディボイス 期に卒業したメンバー。
- 背景色が   のメンバーは、アイドルオーケストラRY's ～ RY's 期のメンバーとして引き続き活動継続。

| 名前                           | 最終所属事務所             | 生年月日              | 活動期間                      | 血液型 | 出身地   | 備考・趣味／特技 |
| ------------------------------ | -------------------------- | --------------------- | ----------------------------- | ------ | -------- | --- |
| - 臼井晴菜 - うすい はるな     | ミレニアムプロ             | 1994年3月20日（31歳） | 2014年4月2日 - 2014年10月17日 | B型    | 宮城県   | 趣味：妄想／特技：妄想を小説にすること。 |
| - 近藤ゆき - こんどう ゆき     | スターダストプロモーション | 1995年8月12日（29歳） | 2014年4月2日 - 2015年6月10日  | O型    | 高知県   | キャンディボイスリーダー。 2015年6月10日以降も、引き続きアイドルオーケストラRY'sでYUKIとして活動継続。 趣味：水晶集め、スキップ 特技：スポーツ、お菓子作り。 |
| - 高橋紗妃 - たかはし さき     | グッデイ                   | 1995年7月30日（29歳） | 2014年4月2日 - 2015年6月10日  | A型    | 埼玉県   | 2015年6月10日以降も、引き続きアイドルオーケストラRY'sでSAKIとして活動継続。 趣味：読書／特技：ロンダート。                                                   |
| - 豊泉志織 - とよいずみ しおり | スターダストプロモーション | 1996年5月20日（29歳） | 2014年4月2日 - 2014年10月17日 | A型    | 埼玉県   | 趣味：散歩、映画鑑賞、人間観察／特技：スポーツ |
| - 根本流風 - ねもと るか       | ミレニアムプロ             | 1998年2月10日（27歳） | 2014年4月2日 - 2015年6月10日  | A型    | 神奈川県 | 2015年6月10日以降も、引き続きアイドルオーケストラRY'sでRUKAとして活動継続。 趣味：水族館に行くこと／特技：ゲーム。                                           |
| - 濱頭優 - はまがしら ゆう     | スターダストプロモーション | 1998年2月25日（27歳） | 2014年4月2日 - 2015年6月10日  | O型    | 福井県   | 2015年6月10日以降も、引き続きアイドルオーケストラRY'sでYUUとして活動継続。 趣味：ダンス／特技：中国語。                                                      |

### 在籍タイムライン
| - ▆▆ リーダー期間 - ▆▆ サブリーダー期間 - ▐ [2015-06-10] アイドルオーケストラRY's として活動開始 - ▐ [2018-07-01] RY's に改名 - ▐ [2020-07-23] アイオケ として活動開始 |

| 名前の後ろのかっこ内は、アイドルオーケストラRY's期以降における担当パート Vo. ボーカル / Vn. ヴァイオリン / Fl. フルート / Pf. ピアノ / Key. キーボード / Sax. サックス / Tp. トランペット / Perform パフォーマー |

## 作品

### シングル
| キャンディボイス                 | キャンディボイス | キャンディボイス                     | キャンディボイス                                | キャンディボイス                                                                                        | キャンディボイス | キャンディボイス | キャンディボイス             | キャンディボイス                                                                                           | キャンディボイス |
| #                                | 発売日           | タイトル                             | 収録曲                                          | - 作詞 - 作曲 - 編曲                                                                                    | 使用クラシック | 規格品番 | レーベル                     | 参加者 | 備考 |
| -------------------------------- | ---------------- | ------------------------------------ | ----------------------------------------------- | --- | --- | --- | ---------------------------- | --- | --- |
| 配信                             | 2014年5月7日     | 誰よりもデビュー                     | 誰よりもデビュー                                | - 作詞：スパルたん - 作曲：丘ナオキ                                                                     | - | - | -                            | - 臼井晴菜 - 近藤ゆき - 高橋紗妃 - 豊泉志織 - 根本流風 - 濱頭優                                            | TVサイズ、フルサイズ、Piano Ver.の全3種。 2014年5月7日、TVサイズのみ配信開始。 2014年6月10日、フルサイズ、Piano Ver.の配信開始。Piano Ver.は配信限定。 TOKYO MX『スパルタンMX』オープニングテーマ。 |
| アイドルオーケストラRY's ～ RY's |                  |                                      |                                                 | | | |                              | | |
| #                                | 発売日           | タイトル                             | 収録曲                                          | - 作詞 - 作曲 - 編曲                                                                                    | 使用クラシック | 規格品番 | レーベル                     | 参加者 | 備考 |
| 1st                              | 2015年7月22日    | フランボワーズ                       | フランボワーズ                                  | - 作詞：YUU - 作曲：奏多雅 - 編曲：クマロボ                                                             | - ヴィヴァルディ「四季」より「春」第1楽章 - ショパン「別れの曲」 - ベートーベン「第九」第4楽章 (歓喜の歌) - モーツァルト「ピアノソナタ第11番」第3楽章「トルコ行進曲」 - パッヘルベル「カノン」 | - | -                            | - YUKI - YUU - RUKA - RIO                                                                                  | イベント会場限定CD。 2018年10月12日、「アリオ川口 フードコートライブ」にて配布されたジャケット違いバージョンがある（収録内容は同じ）。 |
| 2nd                              | 2016年3月20日    | トライ&GO！                          | トライ&GO！                                     | - 作詞：ライトK - 作曲：AYANO (CYNTIA)                                                                  | ベートーヴェン「大ソナタ悲愴」第2楽章 | - | -                            | - YUKI - YUU - RUKA - RIO                                                                                  | イベント会場限定CD。 通常ジャケットの他に、差し替え用のメンバーソロのジャケットが購入特典として配布されていた（全4種）。 |
| 3rd                              | 2017年1月13日    | ラムネ・フォトグラフ                 | ラムネ・フォトグラフ                            | - 作詞：ライトK - 作曲：クマロボ                                                                        | エルガー「威風堂々」第1番 | HBAG-0003 | ハミングバード               | - YUKI - YUU - RUKA - RIO                                                                                  | イベント会場限定CD。 |
| 4th                              | 2017年6月14日    | 自分エール。                         | 自分エール。                                    | - 作詞：ライトK - 作曲：岡ナオキ                                                                        | バッハ「心と口と行いと生活で」第10曲「イエスは変わりなき我が喜び」(主よ、人の望みの喜びよ) | HBAG-0004 | ハミングバード               | - YUKI - YUU - RUKA - RIO - KANAMI                                                                         | 『2017 SBSカップ国際ユースサッカー』の公式テーマソング。 |
| 5th                              | 2018年3月21日    | #青春1・2・3                         | #青春1・2・3                                    | - 作詞：ライトK - 作曲：クマロボ                                                                        | ショパン「ノクターン」第2番 | - TYPE-A： - YESC-1020 - TYPE-B： - YESC-1021 - 通常盤： - YESC-1022 | ハミングバード               | - YUU - RUKA - RIO - JIN                                                                                   | TYPE-A、TYPE-B、通常盤の全3種。収録曲が異なる。 「明日、晴れるかな？」は、TYPE-Aのみ収録（inst含む）。 「Do You Remember Me?」は、TYPE-Bのみ収録（inst含む）。 「One Podium」は、RIOのヴァイオリンソロによるインストゥルメンタル曲。 HiBiKi Radio Station『RY’sのアイオケ♪RADIO』メインテーマ、ニコニコ公式生放送『オーイシ✕加藤の「ニコ生☆音楽王」』3月度エンティング曲、日本テレビ系『バズリズム02』POWER PLAYのトリプルタイアップ。 |
| 5th                              | 2018年3月21日    | #青春1・2・3                         | 明日、晴れるかな？                              | - 作詞：ライトK - 作曲：岡ナオキ                                                                        | サティ「ジムノペディ」第1番 | - TYPE-A： - YESC-1020 - TYPE-B： - YESC-1021 - 通常盤： - YESC-1022 | ハミングバード               | - YUU - RUKA - RIO - JIN                                                                                   | TYPE-A、TYPE-B、通常盤の全3種。収録曲が異なる。 「明日、晴れるかな？」は、TYPE-Aのみ収録（inst含む）。 「Do You Remember Me?」は、TYPE-Bのみ収録（inst含む）。 「One Podium」は、RIOのヴァイオリンソロによるインストゥルメンタル曲。 HiBiKi Radio Station『RY’sのアイオケ♪RADIO』メインテーマ、ニコニコ公式生放送『オーイシ✕加藤の「ニコ生☆音楽王」』3月度エンティング曲、日本テレビ系『バズリズム02』POWER PLAYのトリプルタイアップ。 |
| 5th                              | 2018年3月21日    | #青春1・2・3                         | Do You Remember Me?                             | - 作詞：ライトK - 作曲：岡ナオキ - 編曲：クマロボ                                                       | ペツォールト「メヌエット」ト長調 | - TYPE-A： - YESC-1020 - TYPE-B： - YESC-1021 - 通常盤： - YESC-1022 | ハミングバード               | - YUU - RUKA - RIO - JIN                                                                                   | TYPE-A、TYPE-B、通常盤の全3種。収録曲が異なる。 「明日、晴れるかな？」は、TYPE-Aのみ収録（inst含む）。 「Do You Remember Me?」は、TYPE-Bのみ収録（inst含む）。 「One Podium」は、RIOのヴァイオリンソロによるインストゥルメンタル曲。 HiBiKi Radio Station『RY’sのアイオケ♪RADIO』メインテーマ、ニコニコ公式生放送『オーイシ✕加藤の「ニコ生☆音楽王」』3月度エンティング曲、日本テレビ系『バズリズム02』POWER PLAYのトリプルタイアップ。 |
| 5th                              | 2018年3月21日    | #青春1・2・3                         | One Podium                                      | - 作曲：岡ナオキ                                                                                        | - | - TYPE-A： - YESC-1020 - TYPE-B： - YESC-1021 - 通常盤： - YESC-1022 | ハミングバード               | - YUU - RUKA - RIO - JIN                                                                                   | TYPE-A、TYPE-B、通常盤の全3種。収録曲が異なる。 「明日、晴れるかな？」は、TYPE-Aのみ収録（inst含む）。 「Do You Remember Me?」は、TYPE-Bのみ収録（inst含む）。 「One Podium」は、RIOのヴァイオリンソロによるインストゥルメンタル曲。 HiBiKi Radio Station『RY’sのアイオケ♪RADIO』メインテーマ、ニコニコ公式生放送『オーイシ✕加藤の「ニコ生☆音楽王」』3月度エンティング曲、日本テレビ系『バズリズム02』POWER PLAYのトリプルタイアップ。 |
| 5th                              | 2018年3月21日    | #青春1・2・3                         | #青春1・2・3 (inst)                             | - | - | - TYPE-A： - YESC-1020 - TYPE-B： - YESC-1021 - 通常盤： - YESC-1022 | ハミングバード               | - YUU - RUKA - RIO - JIN                                                                                   | TYPE-A、TYPE-B、通常盤の全3種。収録曲が異なる。 「明日、晴れるかな？」は、TYPE-Aのみ収録（inst含む）。 「Do You Remember Me?」は、TYPE-Bのみ収録（inst含む）。 「One Podium」は、RIOのヴァイオリンソロによるインストゥルメンタル曲。 HiBiKi Radio Station『RY’sのアイオケ♪RADIO』メインテーマ、ニコニコ公式生放送『オーイシ✕加藤の「ニコ生☆音楽王」』3月度エンティング曲、日本テレビ系『バズリズム02』POWER PLAYのトリプルタイアップ。 |
| 5th                              | 2018年3月21日    | #青春1・2・3                         | 明日、晴れるかな？ (inst)                       | - | - | - TYPE-A： - YESC-1020 - TYPE-B： - YESC-1021 - 通常盤： - YESC-1022 | ハミングバード               | - YUU - RUKA - RIO - JIN                                                                                   | TYPE-A、TYPE-B、通常盤の全3種。収録曲が異なる。 「明日、晴れるかな？」は、TYPE-Aのみ収録（inst含む）。 「Do You Remember Me?」は、TYPE-Bのみ収録（inst含む）。 「One Podium」は、RIOのヴァイオリンソロによるインストゥルメンタル曲。 HiBiKi Radio Station『RY’sのアイオケ♪RADIO』メインテーマ、ニコニコ公式生放送『オーイシ✕加藤の「ニコ生☆音楽王」』3月度エンティング曲、日本テレビ系『バズリズム02』POWER PLAYのトリプルタイアップ。 |
| 5th                              | 2018年3月21日    | #青春1・2・3                         | Do You Remember Me? (inst)                      | - | - | - TYPE-A： - YESC-1020 - TYPE-B： - YESC-1021 - 通常盤： - YESC-1022 | ハミングバード               | - YUU - RUKA - RIO - JIN                                                                                   | TYPE-A、TYPE-B、通常盤の全3種。収録曲が異なる。 「明日、晴れるかな？」は、TYPE-Aのみ収録（inst含む）。 「Do You Remember Me?」は、TYPE-Bのみ収録（inst含む）。 「One Podium」は、RIOのヴァイオリンソロによるインストゥルメンタル曲。 HiBiKi Radio Station『RY’sのアイオケ♪RADIO』メインテーマ、ニコニコ公式生放送『オーイシ✕加藤の「ニコ生☆音楽王」』3月度エンティング曲、日本テレビ系『バズリズム02』POWER PLAYのトリプルタイアップ。 |
| 6th                              | 2019年8月28日    | サマー・トレジャー／きっとこれが恋ね | サマー・トレジャー                              | - 作詞：ライトK - 作曲：野口紗依子 - 編曲：SHINPEI (BREAKERZ)                                           | グリーグ「ペール・ギュント」第1組曲「朝」 | - CD： - COP-0020 - エムカード： - COP-0030 | コンパスエンターテインメント | - YUU - RUKA - JIN - SUAI - YURIKA                                                                         | CDとエムカードによる提供（収録内容は同じ）。 ジャケットには「初音ミク マジカルミライ」やシンガーソングライター「天月-あまつき-」のジャケットイラストを担当したイラストレーターのCHRISを起用。 サウンドプロデュースは、BREAKERZのギタリストSHINPEIが参加。 |
| 6th                              | 2019年8月28日    | サマー・トレジャー／きっとこれが恋ね | きっとこれが恋ね                                | - 作詞：ライトK - 作曲：野口紗依子 - 編曲：森園将也                                                     | ボロディン「だったん人の踊り」 | - CD： - COP-0020 - エムカード： - COP-0030 | コンパスエンターテインメント | - YUU - RUKA - JIN - SUAI - YURIKA                                                                         | CDとエムカードによる提供（収録内容は同じ）。 ジャケットには「初音ミク マジカルミライ」やシンガーソングライター「天月-あまつき-」のジャケットイラストを担当したイラストレーターのCHRISを起用。 サウンドプロデュースは、BREAKERZのギタリストSHINPEIが参加。 |
| 6th                              | 2019年8月28日    | サマー・トレジャー／きっとこれが恋ね | サマー・トレジャー (inst)                       | - | - | - CD： - COP-0020 - エムカード： - COP-0030 | コンパスエンターテインメント | - YUU - RUKA - JIN - SUAI - YURIKA                                                                         | CDとエムカードによる提供（収録内容は同じ）。 ジャケットには「初音ミク マジカルミライ」やシンガーソングライター「天月-あまつき-」のジャケットイラストを担当したイラストレーターのCHRISを起用。 サウンドプロデュースは、BREAKERZのギタリストSHINPEIが参加。 |
| 6th                              | 2019年8月28日    | サマー・トレジャー／きっとこれが恋ね | きっとこれが恋ね (inst)                         | - | - | - CD： - COP-0020 - エムカード： - COP-0030 | コンパスエンターテインメント | - YUU - RUKA - JIN - SUAI - YURIKA                                                                         | CDとエムカードによる提供（収録内容は同じ）。 ジャケットには「初音ミク マジカルミライ」やシンガーソングライター「天月-あまつき-」のジャケットイラストを担当したイラストレーターのCHRISを起用。 サウンドプロデュースは、BREAKERZのギタリストSHINPEIが参加。 |
| 限定                             | 2020年3月29日    | きっとこれが恋ねCD白盤               | きっとこれが恋ね (YUU solo ver.)                | シングル「サマー・トレジャー／きっとこれが恋ね」参照                                                    | シングル「サマー・トレジャー／きっとこれが恋ね」参照 | - | -                            | YUU | CD-Rによる提供。 50枚限定。本人ソロ収録の未発表音源。ジャケットは全て本人直筆による手書きのため1枚ごとに異なる。 |
| アイオケ                         |                  |                                      |                                                 | | | |                              | | |
| #                                | 発売日           | タイトル                             | 収録曲                                          | - 作詞 - 作曲 - 編曲                                                                                    | 使用クラシック | 規格品番 | レーベル                     | 参加者 | 備考 |
| 1st                              | 2021年3月24日    | Catch The Dream                      | Catch The Dream                                 | - 作詞：SAKI (CYNTIA) - 作曲：AZU (CYNTIA)                                                              | バダジェフスカ「乙女の祈り」 | - 根本流風ver.： - AGIO-112 - JIN ver.： - AGIO-129 - 高橋紫微 ver.： - AGIO-136 - 白鳥ゆりか ver.： - AGIO-143 - 白石みずほ ver.： - AGIO-150 - 三田萌日香 ver.： - AGIO-167 - kurumi ver.： - AGIO-174 - とろぴかる☆ゆーき ver.： - AGIO-181 | ハミングバード               | - 根本流風 - JIN - 高橋紫微 - 白鳥ゆりか - 白石みずほ - 三田萌日香 - kurumi - とろぴかる☆ゆーき            | 2020年7月23日、『LAST RY's ～はじまり～』にて初披露。 2020年12月9日、配信開始。 2021年3月24日、CD発売。 CDジャケットはメンバーの素顔を映した8パターンのソロジャケットとなっている。 日本テレビ系『それって!?実際どうなの課』4月度エンディングテーマ。 |
| 1st                              | 2021年3月24日    | Catch The Dream                      | 【ご報告】私、食べるのやめます。                | - 作詞：根本流風 - 作曲：根本流風、JIN、高橋紫微、白鳥ゆりか - 編曲：AZU (CYNTIA)                       | ブラームス「ハンガリー舞曲」第5番 | - 根本流風ver.： - AGIO-112 - JIN ver.： - AGIO-129 - 高橋紫微 ver.： - AGIO-136 - 白鳥ゆりか ver.： - AGIO-143 - 白石みずほ ver.： - AGIO-150 - 三田萌日香 ver.： - AGIO-167 - kurumi ver.： - AGIO-174 - とろぴかる☆ゆーき ver.： - AGIO-181 | ハミングバード               | - 根本流風 - JIN - 高橋紫微 - 白鳥ゆりか - 白石みずほ - 三田萌日香 - kurumi - とろぴかる☆ゆーき            | 2020年9月6日、『アイオケJINバースデーLIVE2020』にて初披露。 新メンバー4人が加入する前のRY'sメンバー4人で制作した楽曲である。作詞は根本流風が担当。作曲はそれぞれ、イントロ：白鳥ゆりか、Aメロ：根本流風、サビ：JIN(西森じん)、間奏：高橋紫微、が担当。 2020年12月9日、配信開始。 |
| 1st                              | 2021年3月24日    | Catch The Dream                      | アイオケ体操第一                                | - 作詞：根本流風 - 作曲：野口紗依子                                                                     | - オッフェンバック 「喜歌劇『天国と地獄』」序曲第3部 - ネッケ「クシコス・ポスト」 - ヘンデル 「ユダス・マカベウス」第3部第58曲「見よ、勇者は帰る」                                             | - 根本流風ver.： - AGIO-112 - JIN ver.： - AGIO-129 - 高橋紫微 ver.： - AGIO-136 - 白鳥ゆりか ver.： - AGIO-143 - 白石みずほ ver.： - AGIO-150 - 三田萌日香 ver.： - AGIO-167 - kurumi ver.： - AGIO-174 - とろぴかる☆ゆーき ver.： - AGIO-181 | ハミングバード               | - 根本流風 - JIN - 高橋紫微 - 白鳥ゆりか - 白石みずほ - 三田萌日香 - kurumi - とろぴかる☆ゆーき - ひなひな | 2020年11月3日、『【ひなひなお披露目】アイオケ定期公演@代官山LOOP』にて初披露。 SHOWROOMイベント「【センターは君だ！】RY'sカラオケボーカルオーディション2020」にて採用されたひなひながセンターボーカルを務める楽曲である。 2020年12月9日、配信開始。 |
| 1st                              | 2021年3月24日    | Catch The Dream                      | Catch The Dream (Instrumental)                  | - | - | - 根本流風ver.： - AGIO-112 - JIN ver.： - AGIO-129 - 高橋紫微 ver.： - AGIO-136 - 白鳥ゆりか ver.： - AGIO-143 - 白石みずほ ver.： - AGIO-150 - 三田萌日香 ver.： - AGIO-167 - kurumi ver.： - AGIO-174 - とろぴかる☆ゆーき ver.： - AGIO-181 | ハミングバード               | - | - |
| 1st                              | 2021年3月24日    | Catch The Dream                      | 【ご報告】私、食べるのやめます。 (Instrumental) | - | - | - 根本流風ver.： - AGIO-112 - JIN ver.： - AGIO-129 - 高橋紫微 ver.： - AGIO-136 - 白鳥ゆりか ver.： - AGIO-143 - 白石みずほ ver.： - AGIO-150 - 三田萌日香 ver.： - AGIO-167 - kurumi ver.： - AGIO-174 - とろぴかる☆ゆーき ver.： - AGIO-181 | ハミングバード               | - | - |
| 1st                              | 2021年3月24日    | Catch The Dream                      | アイオケ体操第一 (Instrumental)                 | - | - | - 根本流風ver.： - AGIO-112 - JIN ver.： - AGIO-129 - 高橋紫微 ver.： - AGIO-136 - 白鳥ゆりか ver.： - AGIO-143 - 白石みずほ ver.： - AGIO-150 - 三田萌日香 ver.： - AGIO-167 - kurumi ver.： - AGIO-174 - とろぴかる☆ゆーき ver.： - AGIO-181 | ハミングバード               | - | - |
| 2nd                              | 2021年6月23日    | 革命のベルを鳴らせ                   | 革命のベルを鳴らせ                              | - 作詞：Lucy (LAZYgunsBRISKY) - 作曲：AZU (LAZYgunsBRISKY)                                              | ビゼー「アルルの女」第2組曲第4曲「ファランドール」 | - 初回限定盤(CD+DVD)： - AGIO-204 - 通常盤(CD)： - AGIO-198 | ハミングバード               | - 根本流風 - JIN - 高橋紫微 - 白鳥ゆりか - 白石みずほ - 三田萌日香 - kurumi - とろぴかる☆ゆーき            | 2021年4月10日、『根本流風バースデーLIVE2021』にて初披露。 初回限定盤、通常盤の全2種。 初回限定盤に付属するDVDには- ①2021年4月10日に行われた「根本流風バースデーLIVE2021」のライブ映像(Special Edition版) - ②「革命のベルを鳴らせ」MV(Dance&Lyric ver.) を収録。(収録時間は計約61分) |
| 2nd                              | 2021年6月23日    | 革命のベルを鳴らせ                   | エモエモO&K                                     | - 作詞：根本流風 - 作曲：AZU (LAZYgunsBRISKY)                                                           | ショスタコーヴィチ「祝典序曲」 | - 初回限定盤(CD+DVD)： - AGIO-204 - 通常盤(CD)： - AGIO-198 | ハミングバード               | - 根本流風 - JIN - 高橋紫微 - 白鳥ゆりか - 白石みずほ - 三田萌日香 - kurumi - とろぴかる☆ゆーき            | 2021年5月29日、『5大都市ツアー「Go To Live」東京公演初日』にて初披露。 読みは「えもえもおうえんか(エモエモ応援歌)」である。 |
| 2nd                              | 2021年6月23日    | 革命のベルを鳴らせ                   | かけがえのないもの                              | - 作詞：ライトK - 作曲：AZU (LAZYgunsBRISKY) - 編曲：AZU (LAZYgunsBRISKY)、高橋紫微、白鳥ゆりか、kurumi | - オッフェンバック「ホフマン物語」第2幕「ホフマンの舟歌」 - スッペ「喜歌劇『詩人と農夫』」序曲 - ドビュッシー「ベルガマスク組曲」第3曲「月の光」                                               | - 初回限定盤(CD+DVD)： - AGIO-204 - 通常盤(CD)： - AGIO-198 | ハミングバード               | - 根本流風 - JIN - 高橋紫微 - 白鳥ゆりか - 白石みずほ - 三田萌日香 - kurumi - とろぴかる☆ゆーき            | 2021年5月29日、『5大都市ツアー「Go To Live」東京公演初日』にて初披露。 アイオケ初のバラード曲。 |
| 2nd                              | 2021年6月23日    | 革命のベルを鳴らせ                   | 革命のベルを鳴らせ (Instrumental)               | - | - | - 初回限定盤(CD+DVD)： - AGIO-204 - 通常盤(CD)： - AGIO-198 | ハミングバード               | - 根本流風 - JIN - 高橋紫微 - 白鳥ゆりか - 白石みずほ - 三田萌日香 - kurumi - とろぴかる☆ゆーき            | - |
| 2nd                              | 2021年6月23日    | 革命のベルを鳴らせ                   | エモエモO&K (Instrumental)                      | - | - | - 初回限定盤(CD+DVD)： - AGIO-204 - 通常盤(CD)： - AGIO-198 | ハミングバード               | - 根本流風 - JIN - 高橋紫微 - 白鳥ゆりか - 白石みずほ - 三田萌日香 - kurumi - とろぴかる☆ゆーき            | - |
| 2nd                              | 2021年6月23日    | 革命のベルを鳴らせ                   | かけがえのないもの (Instrumental)               | - | - | - 初回限定盤(CD+DVD)： - AGIO-204 - 通常盤(CD)： - AGIO-198 | ハミングバード               | - 根本流風 - JIN - 高橋紫微 - 白鳥ゆりか - 白石みずほ - 三田萌日香 - kurumi - とろぴかる☆ゆーき            | - |

### ミニアルバム
| アイドルオーケストラRY's ～ RY's | アイドルオーケストラRY's ～ RY's | アイドルオーケストラRY's ～ RY's | アイドルオーケストラRY's ～ RY's | アイドルオーケストラRY's ～ RY's           | アイドルオーケストラRY's ～ RY's                        | アイドルオーケストラRY's ～ RY's        | アイドルオーケストラRY's ～ RY's | アイドルオーケストラRY's ～ RY's   | アイドルオーケストラRY's ～ RY's |
| #                                | 発売日                           | タイトル                         | 収録曲                           | - 作詞 - 作曲 - 編曲                       | 使用クラシック                                          | 規格品番                                | レーベル                         | 参加者                             | 備考 |
| -------------------------------- | -------------------------------- | -------------------------------- | -------------------------------- | ------------------------------------------ | ------------------------------------------------------- | --------------------------------------- | -------------------------------- | ---------------------------------- | --- |
| 1st                              | 2016年9月30日                    | アイオケ♪                        | アイオケ♪                        | - 作詞：岡ナオキ、ライトK - 作曲：岡ナオキ | バッハ「管弦楽組曲」第3番第2曲 アリア(G線上のアリア)    | - R盤： - HBAG-0001 - Y盤： - HBAG-0002 | ハミングバード                   | - YUKI - YUU - RUKA - RIO          | レーベルからのデビューミニアルバム。 R盤とY盤はジャケットの違いのみで収録内容は同じ。 「Innocence」はRIOのヴァイオリンソロによるインストゥルメンタル曲。 |
| 1st                              | 2016年9月30日                    | アイオケ♪                        | フランボワーズ                   | シングル「フランボワーズ」参照             | シングル「フランボワーズ」参照                          | - R盤： - HBAG-0001 - Y盤： - HBAG-0002 | ハミングバード                   | - YUKI - YUU - RUKA - RIO          | レーベルからのデビューミニアルバム。 R盤とY盤はジャケットの違いのみで収録内容は同じ。 「Innocence」はRIOのヴァイオリンソロによるインストゥルメンタル曲。 |
| 1st                              | 2016年9月30日                    | アイオケ♪                        | 始まりの日曜日                   | - 作詞：ライトK - 作曲：岡ナオキ           | ムソグルスキー「展覧会の絵」より「プロムナード」        | - R盤： - HBAG-0001 - Y盤： - HBAG-0002 | ハミングバード                   | - YUKI - YUU - RUKA - RIO          | レーベルからのデビューミニアルバム。 R盤とY盤はジャケットの違いのみで収録内容は同じ。 「Innocence」はRIOのヴァイオリンソロによるインストゥルメンタル曲。 |
| 1st                              | 2016年9月30日                    | アイオケ♪                        | トライ&GO！                      | シングル「トライ＆GO！」参照               | シングル「トライ＆GO！」参照                            | - R盤： - HBAG-0001 - Y盤： - HBAG-0002 | ハミングバード                   | - YUKI - YUU - RUKA - RIO          | レーベルからのデビューミニアルバム。 R盤とY盤はジャケットの違いのみで収録内容は同じ。 「Innocence」はRIOのヴァイオリンソロによるインストゥルメンタル曲。 |
| 1st                              | 2016年9月30日                    | アイオケ♪                        | アイオケ♪（カラオケ）            | -                                          | -                                                       | - R盤： - HBAG-0001 - Y盤： - HBAG-0002 | ハミングバード                   | - YUKI - YUU - RUKA - RIO          | レーベルからのデビューミニアルバム。 R盤とY盤はジャケットの違いのみで収録内容は同じ。 「Innocence」はRIOのヴァイオリンソロによるインストゥルメンタル曲。 |
| 1st                              | 2016年9月30日                    | アイオケ♪                        | Innocence                        | - 作曲：岡ナオキ                           | -                                                       | - R盤： - HBAG-0001 - Y盤： - HBAG-0002 | ハミングバード                   | - YUKI - YUU - RUKA - RIO          | レーベルからのデビューミニアルバム。 R盤とY盤はジャケットの違いのみで収録内容は同じ。 「Innocence」はRIOのヴァイオリンソロによるインストゥルメンタル曲。 |
| 2nd                              | 2019年4月30日                    | ソロオケ                         | キミと散歩道 (feat. YUU)         | - 作詞：YUU - 作曲：野口紗依子             | -                                                       | -                                       | -                                | - YUU - RUKA - JIN - SUAI          | イベント会場限定CD。 メンバー初のソロ曲集。 YUUソロ「キミと散歩道」、RUKAソロ「妄想☆全開ガール」、JINソロ「ゆらり ゆれる」、SUAIによるフルートソロ曲「Bright Future」を収録。 「Bright Future」はインストゥルメンタル曲。                                                 |
| 2nd                              | 2019年4月30日                    | ソロオケ                         | 妄想☆全開ガール (feat. RUKA)     | - 作詞：RUKA - 作曲：野口紗依子            | -                                                       | -                                       | -                                | - YUU - RUKA - JIN - SUAI          | イベント会場限定CD。 メンバー初のソロ曲集。 YUUソロ「キミと散歩道」、RUKAソロ「妄想☆全開ガール」、JINソロ「ゆらり ゆれる」、SUAIによるフルートソロ曲「Bright Future」を収録。 「Bright Future」はインストゥルメンタル曲。                                                 |
| 2nd                              | 2019年4月30日                    | ソロオケ                         | ゆらり ゆれる (feat. JIN)        | - 作詞：RUKA - 作曲：野口紗依子            | -                                                       | -                                       | -                                | - YUU - RUKA - JIN - SUAI          | イベント会場限定CD。 メンバー初のソロ曲集。 YUUソロ「キミと散歩道」、RUKAソロ「妄想☆全開ガール」、JINソロ「ゆらり ゆれる」、SUAIによるフルートソロ曲「Bright Future」を収録。 「Bright Future」はインストゥルメンタル曲。                                                 |
| 2nd                              | 2019年4月30日                    | ソロオケ                         | Bright Future (feat. SUAI)       | - 作曲：野口紗依子                         | -                                                       | -                                       | -                                | - YUU - RUKA - JIN - SUAI          | イベント会場限定CD。 メンバー初のソロ曲集。 YUUソロ「キミと散歩道」、RUKAソロ「妄想☆全開ガール」、JINソロ「ゆらり ゆれる」、SUAIによるフルートソロ曲「Bright Future」を収録。 「Bright Future」はインストゥルメンタル曲。                                                 |
| 3rd                              | 2020年3月25日                    | ハルオケ♪                        | 真っ白                           | - 作詞：ライトK - 作曲・編曲：野口紗依子   | モーツァルト「アイネ・クライネ・ナハトムジーク」第1楽章 | COP-0040                                | コンパスエンターテインメント     | - YUU - RUKA - JIN - SUAI - YURIKA | YUU卒業ソング「真っ白」、フルート担当SUAIが初めて作詞した「世界に君さえいればいいの」、RUKAが作詞した「サイセイシタイ」を収録。 また、SUAIによるフルートソロ曲「一歩ずつ」、YURIKAによるピアノソロ曲「A Lily」を収録。 「一歩ずつ」、「A Lily」はインストゥルメンタル曲。 |
| 3rd                              | 2020年3月25日                    | ハルオケ♪                        | 世界に君さえいればいいの         | - 作詞：SUAI - 作曲・編曲：野口紗依子      | メンデルスゾーン「無言歌集」第5巻より第4曲「春の歌」    | COP-0040                                | コンパスエンターテインメント     | - YUU - RUKA - JIN - SUAI - YURIKA | YUU卒業ソング「真っ白」、フルート担当SUAIが初めて作詞した「世界に君さえいればいいの」、RUKAが作詞した「サイセイシタイ」を収録。 また、SUAIによるフルートソロ曲「一歩ずつ」、YURIKAによるピアノソロ曲「A Lily」を収録。 「一歩ずつ」、「A Lily」はインストゥルメンタル曲。 |
| 3rd                              | 2020年3月25日                    | ハルオケ♪                        | サイセイシタイ                   | - 作詞：RUKA - 作曲・編曲：野口紗依子      | スメタナ「モルダウ」                                    | COP-0040                                | コンパスエンターテインメント     | - YUU - RUKA - JIN - SUAI - YURIKA | YUU卒業ソング「真っ白」、フルート担当SUAIが初めて作詞した「世界に君さえいればいいの」、RUKAが作詞した「サイセイシタイ」を収録。 また、SUAIによるフルートソロ曲「一歩ずつ」、YURIKAによるピアノソロ曲「A Lily」を収録。 「一歩ずつ」、「A Lily」はインストゥルメンタル曲。 |
| 3rd                              | 2020年3月25日                    | ハルオケ♪                        | 一歩ずつ (フルートソロ)          | - 作曲：中村理恵 - 編曲：KOHTA YAMAMOTO    | -                                                       | COP-0040                                | コンパスエンターテインメント     | - YUU - RUKA - JIN - SUAI - YURIKA | YUU卒業ソング「真っ白」、フルート担当SUAIが初めて作詞した「世界に君さえいればいいの」、RUKAが作詞した「サイセイシタイ」を収録。 また、SUAIによるフルートソロ曲「一歩ずつ」、YURIKAによるピアノソロ曲「A Lily」を収録。 「一歩ずつ」、「A Lily」はインストゥルメンタル曲。 |
| 3rd                              | 2020年3月25日                    | ハルオケ♪                        | A Lily (ピアノソロ)              | - 作曲：野口紗依子                         | -                                                       | COP-0040                                | コンパスエンターテインメント     | - YUU - RUKA - JIN - SUAI - YURIKA | YUU卒業ソング「真っ白」、フルート担当SUAIが初めて作詞した「世界に君さえいればいいの」、RUKAが作詞した「サイセイシタイ」を収録。 また、SUAIによるフルートソロ曲「一歩ずつ」、YURIKAによるピアノソロ曲「A Lily」を収録。 「一歩ずつ」、「A Lily」はインストゥルメンタル曲。 |
| 3rd                              | 2020年3月25日                    | ハルオケ♪                        | 真っ白 -inst-                    | -                                          | -                                                       | COP-0040                                | コンパスエンターテインメント     | - YUU - RUKA - JIN - SUAI - YURIKA | YUU卒業ソング「真っ白」、フルート担当SUAIが初めて作詞した「世界に君さえいればいいの」、RUKAが作詞した「サイセイシタイ」を収録。 また、SUAIによるフルートソロ曲「一歩ずつ」、YURIKAによるピアノソロ曲「A Lily」を収録。 「一歩ずつ」、「A Lily」はインストゥルメンタル曲。 |
| 3rd                              | 2020年3月25日                    | ハルオケ♪                        | 世界に君さえいればいいの -inst-  | -                                          | -                                                       | COP-0040                                | コンパスエンターテインメント     | - YUU - RUKA - JIN - SUAI - YURIKA | YUU卒業ソング「真っ白」、フルート担当SUAIが初めて作詞した「世界に君さえいればいいの」、RUKAが作詞した「サイセイシタイ」を収録。 また、SUAIによるフルートソロ曲「一歩ずつ」、YURIKAによるピアノソロ曲「A Lily」を収録。 「一歩ずつ」、「A Lily」はインストゥルメンタル曲。 |
| 3rd                              | 2020年3月25日                    | ハルオケ♪                        | サイセイシタイ -inst-            | -                                          | -                                                       | COP-0040                                | コンパスエンターテインメント     | - YUU - RUKA - JIN - SUAI - YURIKA | YUU卒業ソング「真っ白」、フルート担当SUAIが初めて作詞した「世界に君さえいればいいの」、RUKAが作詞した「サイセイシタイ」を収録。 また、SUAIによるフルートソロ曲「一歩ずつ」、YURIKAによるピアノソロ曲「A Lily」を収録。 「一歩ずつ」、「A Lily」はインストゥルメンタル曲。 |

### アルバム
| アイオケ | アイオケ       | アイオケ                 | アイオケ                         | アイオケ                                                                 | アイオケ                                                                                         | アイオケ                                                                       | アイオケ       | アイオケ | アイオケ |
| #        | 発売日         | タイトル                 | 収録曲                           | - 作詞 - 作曲 - 編曲                                                     | 使用クラシック                                                                                   | 規格品番                                                                       | レーベル       | 参加者 | 備考 |
| -------- | -------------- | ------------------------ | -------------------------------- | ------------------------------------------------------------------------ | ------------------------------------------------------------------------------------------------ | ------------------------------------------------------------------------------ | -------------- | --- | --- |
| 1st      | 2022年5月24日  | ノンジャンル             | 誕生日おめでTOKYO                | - 作詞：根本流風 - 作曲：AZU (LAZYgunsBRISKY)                            | シューベルト「アヴェ・マリア」                                                                   | - DVD付き限定盤(CD＋DVD)： - AGIO-0365 - 通常盤(CD)： - AGIO-0372              | ハミングバード | - 根本流風 - JIN - 高橋紫微 - 白鳥ゆりか - 白石みずほ - 三田萌日香 - kurumi - とろぴかる☆ゆーき - ひなひな - ゆゆ・THE・エクスカリバー - 大野まりか - かのん - 安里唯                       | 2022年4月23日、「誕生日おめでTOKYO」、「今日からキミも楽団員！！」が先行配信開始。 また、配信限定で「誕生日おめでTOKYO - Instrumental」、「今日からキミも楽団員！！ - Instrumental」も配信開始。 「誕生日おめでTOKYO」は、テレビ神奈川『ニューヨークと蛙亭のキット、くる!!』メインテーマ曲。 「今日からキミも楽団員！！」は、2021年12月27日、『「今年最後のワンマンライブ！！来るか？来るのか？来てほしい！それはそいつだ年末ジャンボリン！！HillとYoru～！！」Hill公演』にて初披露。 「そして...」は、2022年2月27日、『「根本流風Birthday Party 2022」～今年の根本は本気です～』にて初披露。 DVD付き限定盤、通常盤の全2種。 DVD付き限定盤に付属するDVDには以下を収録。 ①2021年11月13日開催『アイオケ5大都市ツアー「Go To LIVE」 ツアーファイナル＠代官山UNIT』(代官山UNIT) Special Edition (全編収録) ②2021年11月20日開催『RUKA FES！！』(KT Zepp Yokohama) から- 【ご報告】私、食べるのやめます。 - #青春1・2・3 - エモエモO&K - 革命のベルを鳴らせ - Catch The Dream ③2021年12月27日開催『「今年最後のワンマンライブ！！来るか？来るのか？来てほしい！それはそいつだ年末ジャンボリン！！HillとYoru～！！」』(Twin Box AKIHABARA) から -Hill公演-より- かけがえのないもの - 真っ白 -Yoru公演-より- アイオケ体操第一 - 今日からキミも楽団員！！ ④「誕生日おめでTOKYO」MV(Dance&Lyric ver.) |
| 1st      | 2022年5月24日  | ノンジャンル             | 【ご報告】私、食べるのやめます。 | シングル「Catch The Dream」参照                                          | シングル「Catch The Dream」参照                                                                  | - DVD付き限定盤(CD＋DVD)： - AGIO-0365 - 通常盤(CD)： - AGIO-0372              | ハミングバード | - 根本流風 - JIN - 高橋紫微 - 白鳥ゆりか - 白石みずほ - 三田萌日香 - kurumi - とろぴかる☆ゆーき - ひなひな - ゆゆ・THE・エクスカリバー - 大野まりか - かのん - 安里唯                       | 2022年4月23日、「誕生日おめでTOKYO」、「今日からキミも楽団員！！」が先行配信開始。 また、配信限定で「誕生日おめでTOKYO - Instrumental」、「今日からキミも楽団員！！ - Instrumental」も配信開始。 「誕生日おめでTOKYO」は、テレビ神奈川『ニューヨークと蛙亭のキット、くる!!』メインテーマ曲。 「今日からキミも楽団員！！」は、2021年12月27日、『「今年最後のワンマンライブ！！来るか？来るのか？来てほしい！それはそいつだ年末ジャンボリン！！HillとYoru～！！」Hill公演』にて初披露。 「そして...」は、2022年2月27日、『「根本流風Birthday Party 2022」～今年の根本は本気です～』にて初披露。 DVD付き限定盤、通常盤の全2種。 DVD付き限定盤に付属するDVDには以下を収録。 ①2021年11月13日開催『アイオケ5大都市ツアー「Go To LIVE」 ツアーファイナル＠代官山UNIT』(代官山UNIT) Special Edition (全編収録) ②2021年11月20日開催『RUKA FES！！』(KT Zepp Yokohama) から- 【ご報告】私、食べるのやめます。 - #青春1・2・3 - エモエモO&K - 革命のベルを鳴らせ - Catch The Dream ③2021年12月27日開催『「今年最後のワンマンライブ！！来るか？来るのか？来てほしい！それはそいつだ年末ジャンボリン！！HillとYoru～！！」』(Twin Box AKIHABARA) から -Hill公演-より- かけがえのないもの - 真っ白 -Yoru公演-より- アイオケ体操第一 - 今日からキミも楽団員！！ ④「誕生日おめでTOKYO」MV(Dance&Lyric ver.) |
| 1st      | 2022年5月24日  | ノンジャンル             | 革命のベルを鳴らせ               | シングル「革命のベルを鳴らせ」参照                                       | シングル「革命のベルを鳴らせ」参照                                                               | - DVD付き限定盤(CD＋DVD)： - AGIO-0365 - 通常盤(CD)： - AGIO-0372              | ハミングバード | - 根本流風 - JIN - 高橋紫微 - 白鳥ゆりか - 白石みずほ - 三田萌日香 - kurumi - とろぴかる☆ゆーき - ひなひな - ゆゆ・THE・エクスカリバー - 大野まりか - かのん - 安里唯                       | 2022年4月23日、「誕生日おめでTOKYO」、「今日からキミも楽団員！！」が先行配信開始。 また、配信限定で「誕生日おめでTOKYO - Instrumental」、「今日からキミも楽団員！！ - Instrumental」も配信開始。 「誕生日おめでTOKYO」は、テレビ神奈川『ニューヨークと蛙亭のキット、くる!!』メインテーマ曲。 「今日からキミも楽団員！！」は、2021年12月27日、『「今年最後のワンマンライブ！！来るか？来るのか？来てほしい！それはそいつだ年末ジャンボリン！！HillとYoru～！！」Hill公演』にて初披露。 「そして...」は、2022年2月27日、『「根本流風Birthday Party 2022」～今年の根本は本気です～』にて初披露。 DVD付き限定盤、通常盤の全2種。 DVD付き限定盤に付属するDVDには以下を収録。 ①2021年11月13日開催『アイオケ5大都市ツアー「Go To LIVE」 ツアーファイナル＠代官山UNIT』(代官山UNIT) Special Edition (全編収録) ②2021年11月20日開催『RUKA FES！！』(KT Zepp Yokohama) から- 【ご報告】私、食べるのやめます。 - #青春1・2・3 - エモエモO&K - 革命のベルを鳴らせ - Catch The Dream ③2021年12月27日開催『「今年最後のワンマンライブ！！来るか？来るのか？来てほしい！それはそいつだ年末ジャンボリン！！HillとYoru～！！」』(Twin Box AKIHABARA) から -Hill公演-より- かけがえのないもの - 真っ白 -Yoru公演-より- アイオケ体操第一 - 今日からキミも楽団員！！ ④「誕生日おめでTOKYO」MV(Dance&Lyric ver.) |
| 1st      | 2022年5月24日  | ノンジャンル             | エモエモO＆K                     | シングル「革命のベルを鳴らせ」参照                                       | シングル「革命のベルを鳴らせ」参照                                                               | - DVD付き限定盤(CD＋DVD)： - AGIO-0365 - 通常盤(CD)： - AGIO-0372              | ハミングバード | - 根本流風 - JIN - 高橋紫微 - 白鳥ゆりか - 白石みずほ - 三田萌日香 - kurumi - とろぴかる☆ゆーき - ひなひな - ゆゆ・THE・エクスカリバー - 大野まりか - かのん - 安里唯                       | 2022年4月23日、「誕生日おめでTOKYO」、「今日からキミも楽団員！！」が先行配信開始。 また、配信限定で「誕生日おめでTOKYO - Instrumental」、「今日からキミも楽団員！！ - Instrumental」も配信開始。 「誕生日おめでTOKYO」は、テレビ神奈川『ニューヨークと蛙亭のキット、くる!!』メインテーマ曲。 「今日からキミも楽団員！！」は、2021年12月27日、『「今年最後のワンマンライブ！！来るか？来るのか？来てほしい！それはそいつだ年末ジャンボリン！！HillとYoru～！！」Hill公演』にて初披露。 「そして...」は、2022年2月27日、『「根本流風Birthday Party 2022」～今年の根本は本気です～』にて初披露。 DVD付き限定盤、通常盤の全2種。 DVD付き限定盤に付属するDVDには以下を収録。 ①2021年11月13日開催『アイオケ5大都市ツアー「Go To LIVE」 ツアーファイナル＠代官山UNIT』(代官山UNIT) Special Edition (全編収録) ②2021年11月20日開催『RUKA FES！！』(KT Zepp Yokohama) から- 【ご報告】私、食べるのやめます。 - #青春1・2・3 - エモエモO&K - 革命のベルを鳴らせ - Catch The Dream ③2021年12月27日開催『「今年最後のワンマンライブ！！来るか？来るのか？来てほしい！それはそいつだ年末ジャンボリン！！HillとYoru～！！」』(Twin Box AKIHABARA) から -Hill公演-より- かけがえのないもの - 真っ白 -Yoru公演-より- アイオケ体操第一 - 今日からキミも楽団員！！ ④「誕生日おめでTOKYO」MV(Dance&Lyric ver.) |
| 1st      | 2022年5月24日  | ノンジャンル             | かけがえのないもの               | シングル「革命のベルを鳴らせ」参照                                       | シングル「革命のベルを鳴らせ」参照                                                               | - DVD付き限定盤(CD＋DVD)： - AGIO-0365 - 通常盤(CD)： - AGIO-0372              | ハミングバード | - 根本流風 - JIN - 高橋紫微 - 白鳥ゆりか - 白石みずほ - 三田萌日香 - kurumi - とろぴかる☆ゆーき - ひなひな - ゆゆ・THE・エクスカリバー - 大野まりか - かのん - 安里唯                       | 2022年4月23日、「誕生日おめでTOKYO」、「今日からキミも楽団員！！」が先行配信開始。 また、配信限定で「誕生日おめでTOKYO - Instrumental」、「今日からキミも楽団員！！ - Instrumental」も配信開始。 「誕生日おめでTOKYO」は、テレビ神奈川『ニューヨークと蛙亭のキット、くる!!』メインテーマ曲。 「今日からキミも楽団員！！」は、2021年12月27日、『「今年最後のワンマンライブ！！来るか？来るのか？来てほしい！それはそいつだ年末ジャンボリン！！HillとYoru～！！」Hill公演』にて初披露。 「そして...」は、2022年2月27日、『「根本流風Birthday Party 2022」～今年の根本は本気です～』にて初披露。 DVD付き限定盤、通常盤の全2種。 DVD付き限定盤に付属するDVDには以下を収録。 ①2021年11月13日開催『アイオケ5大都市ツアー「Go To LIVE」 ツアーファイナル＠代官山UNIT』(代官山UNIT) Special Edition (全編収録) ②2021年11月20日開催『RUKA FES！！』(KT Zepp Yokohama) から- 【ご報告】私、食べるのやめます。 - #青春1・2・3 - エモエモO&K - 革命のベルを鳴らせ - Catch The Dream ③2021年12月27日開催『「今年最後のワンマンライブ！！来るか？来るのか？来てほしい！それはそいつだ年末ジャンボリン！！HillとYoru～！！」』(Twin Box AKIHABARA) から -Hill公演-より- かけがえのないもの - 真っ白 -Yoru公演-より- アイオケ体操第一 - 今日からキミも楽団員！！ ④「誕生日おめでTOKYO」MV(Dance&Lyric ver.) |
| 1st      | 2022年5月24日  | ノンジャンル             | 今日からキミも楽団員！！         | - 作詞：根本流風 - 作曲：AZU（LAZYgunsBRISKY)                            | ベートーベン「第九」第4楽章 (歓喜の歌)                                                           | - DVD付き限定盤(CD＋DVD)： - AGIO-0365 - 通常盤(CD)： - AGIO-0372              | ハミングバード | - 根本流風 - JIN - 高橋紫微 - 白鳥ゆりか - 白石みずほ - 三田萌日香 - kurumi - とろぴかる☆ゆーき - ひなひな - ゆゆ・THE・エクスカリバー - 大野まりか - かのん - 安里唯                       | 2022年4月23日、「誕生日おめでTOKYO」、「今日からキミも楽団員！！」が先行配信開始。 また、配信限定で「誕生日おめでTOKYO - Instrumental」、「今日からキミも楽団員！！ - Instrumental」も配信開始。 「誕生日おめでTOKYO」は、テレビ神奈川『ニューヨークと蛙亭のキット、くる!!』メインテーマ曲。 「今日からキミも楽団員！！」は、2021年12月27日、『「今年最後のワンマンライブ！！来るか？来るのか？来てほしい！それはそいつだ年末ジャンボリン！！HillとYoru～！！」Hill公演』にて初披露。 「そして...」は、2022年2月27日、『「根本流風Birthday Party 2022」～今年の根本は本気です～』にて初披露。 DVD付き限定盤、通常盤の全2種。 DVD付き限定盤に付属するDVDには以下を収録。 ①2021年11月13日開催『アイオケ5大都市ツアー「Go To LIVE」 ツアーファイナル＠代官山UNIT』(代官山UNIT) Special Edition (全編収録) ②2021年11月20日開催『RUKA FES！！』(KT Zepp Yokohama) から- 【ご報告】私、食べるのやめます。 - #青春1・2・3 - エモエモO&K - 革命のベルを鳴らせ - Catch The Dream ③2021年12月27日開催『「今年最後のワンマンライブ！！来るか？来るのか？来てほしい！それはそいつだ年末ジャンボリン！！HillとYoru～！！」』(Twin Box AKIHABARA) から -Hill公演-より- かけがえのないもの - 真っ白 -Yoru公演-より- アイオケ体操第一 - 今日からキミも楽団員！！ ④「誕生日おめでTOKYO」MV(Dance&Lyric ver.) |
| 1st      | 2022年5月24日  | ノンジャンル             | アイオケ体操第一                 | シングル「Catch The Dream」参照                                          | シングル「Catch The Dream」参照                                                                  | - DVD付き限定盤(CD＋DVD)： - AGIO-0365 - 通常盤(CD)： - AGIO-0372              | ハミングバード | - 根本流風 - JIN - 高橋紫微 - 白鳥ゆりか - 白石みずほ - 三田萌日香 - kurumi - とろぴかる☆ゆーき - ひなひな - ゆゆ・THE・エクスカリバー - 大野まりか - かのん - 安里唯                       | 2022年4月23日、「誕生日おめでTOKYO」、「今日からキミも楽団員！！」が先行配信開始。 また、配信限定で「誕生日おめでTOKYO - Instrumental」、「今日からキミも楽団員！！ - Instrumental」も配信開始。 「誕生日おめでTOKYO」は、テレビ神奈川『ニューヨークと蛙亭のキット、くる!!』メインテーマ曲。 「今日からキミも楽団員！！」は、2021年12月27日、『「今年最後のワンマンライブ！！来るか？来るのか？来てほしい！それはそいつだ年末ジャンボリン！！HillとYoru～！！」Hill公演』にて初披露。 「そして...」は、2022年2月27日、『「根本流風Birthday Party 2022」～今年の根本は本気です～』にて初披露。 DVD付き限定盤、通常盤の全2種。 DVD付き限定盤に付属するDVDには以下を収録。 ①2021年11月13日開催『アイオケ5大都市ツアー「Go To LIVE」 ツアーファイナル＠代官山UNIT』(代官山UNIT) Special Edition (全編収録) ②2021年11月20日開催『RUKA FES！！』(KT Zepp Yokohama) から- 【ご報告】私、食べるのやめます。 - #青春1・2・3 - エモエモO&K - 革命のベルを鳴らせ - Catch The Dream ③2021年12月27日開催『「今年最後のワンマンライブ！！来るか？来るのか？来てほしい！それはそいつだ年末ジャンボリン！！HillとYoru～！！」』(Twin Box AKIHABARA) から -Hill公演-より- かけがえのないもの - 真っ白 -Yoru公演-より- アイオケ体操第一 - 今日からキミも楽団員！！ ④「誕生日おめでTOKYO」MV(Dance&Lyric ver.) |
| 1st      | 2022年5月24日  | ノンジャンル             | Catch The Dream                  | シングル「Catch The Dream」参照                                          | シングル「Catch The Dream」参照                                                                  | - DVD付き限定盤(CD＋DVD)： - AGIO-0365 - 通常盤(CD)： - AGIO-0372              | ハミングバード | - 根本流風 - JIN - 高橋紫微 - 白鳥ゆりか - 白石みずほ - 三田萌日香 - kurumi - とろぴかる☆ゆーき - ひなひな - ゆゆ・THE・エクスカリバー - 大野まりか - かのん - 安里唯                       | 2022年4月23日、「誕生日おめでTOKYO」、「今日からキミも楽団員！！」が先行配信開始。 また、配信限定で「誕生日おめでTOKYO - Instrumental」、「今日からキミも楽団員！！ - Instrumental」も配信開始。 「誕生日おめでTOKYO」は、テレビ神奈川『ニューヨークと蛙亭のキット、くる!!』メインテーマ曲。 「今日からキミも楽団員！！」は、2021年12月27日、『「今年最後のワンマンライブ！！来るか？来るのか？来てほしい！それはそいつだ年末ジャンボリン！！HillとYoru～！！」Hill公演』にて初披露。 「そして...」は、2022年2月27日、『「根本流風Birthday Party 2022」～今年の根本は本気です～』にて初披露。 DVD付き限定盤、通常盤の全2種。 DVD付き限定盤に付属するDVDには以下を収録。 ①2021年11月13日開催『アイオケ5大都市ツアー「Go To LIVE」 ツアーファイナル＠代官山UNIT』(代官山UNIT) Special Edition (全編収録) ②2021年11月20日開催『RUKA FES！！』(KT Zepp Yokohama) から- 【ご報告】私、食べるのやめます。 - #青春1・2・3 - エモエモO&K - 革命のベルを鳴らせ - Catch The Dream ③2021年12月27日開催『「今年最後のワンマンライブ！！来るか？来るのか？来てほしい！それはそいつだ年末ジャンボリン！！HillとYoru～！！」』(Twin Box AKIHABARA) から -Hill公演-より- かけがえのないもの - 真っ白 -Yoru公演-より- アイオケ体操第一 - 今日からキミも楽団員！！ ④「誕生日おめでTOKYO」MV(Dance&Lyric ver.) |
| 1st      | 2022年5月24日  | ノンジャンル             | そして...                        | - 作詞：根本流風 - 作曲：AZU (LAZYgunsBRISKY)                            | パッヘルベル「カノン」                                                                           | - DVD付き限定盤(CD＋DVD)： - AGIO-0365 - 通常盤(CD)： - AGIO-0372              | ハミングバード | - 根本流風 - JIN - 高橋紫微 - 白鳥ゆりか - 白石みずほ - 三田萌日香 - kurumi - とろぴかる☆ゆーき - ひなひな - ゆゆ・THE・エクスカリバー - 大野まりか - かのん - 安里唯                       | 2022年4月23日、「誕生日おめでTOKYO」、「今日からキミも楽団員！！」が先行配信開始。 また、配信限定で「誕生日おめでTOKYO - Instrumental」、「今日からキミも楽団員！！ - Instrumental」も配信開始。 「誕生日おめでTOKYO」は、テレビ神奈川『ニューヨークと蛙亭のキット、くる!!』メインテーマ曲。 「今日からキミも楽団員！！」は、2021年12月27日、『「今年最後のワンマンライブ！！来るか？来るのか？来てほしい！それはそいつだ年末ジャンボリン！！HillとYoru～！！」Hill公演』にて初披露。 「そして...」は、2022年2月27日、『「根本流風Birthday Party 2022」～今年の根本は本気です～』にて初披露。 DVD付き限定盤、通常盤の全2種。 DVD付き限定盤に付属するDVDには以下を収録。 ①2021年11月13日開催『アイオケ5大都市ツアー「Go To LIVE」 ツアーファイナル＠代官山UNIT』(代官山UNIT) Special Edition (全編収録) ②2021年11月20日開催『RUKA FES！！』(KT Zepp Yokohama) から- 【ご報告】私、食べるのやめます。 - #青春1・2・3 - エモエモO&K - 革命のベルを鳴らせ - Catch The Dream ③2021年12月27日開催『「今年最後のワンマンライブ！！来るか？来るのか？来てほしい！それはそいつだ年末ジャンボリン！！HillとYoru～！！」』(Twin Box AKIHABARA) から -Hill公演-より- かけがえのないもの - 真っ白 -Yoru公演-より- アイオケ体操第一 - 今日からキミも楽団員！！ ④「誕生日おめでTOKYO」MV(Dance&Lyric ver.) |
| 2nd      | 2023年10月10日 | 誘惑のぶりっこプリンセス | 誘惑のぶりっこプリンセス         |                                                                          | モーツァルト「きらきら星変奏曲」                                                                 | - Blu-ray付き限定版(CD＋Blu-ray Disc)： - AGIO-0396 - 通常盤(CD)： - AGIO-0402 | ハミングバード | - 根本流風 - JIN - 高橋紫微 - 白鳥ゆりか - 白石みずほ - 三田萌日香 - kurumi - とろぴかる☆ゆーき - ひなひな - ゆゆ・THE・エクスカリバー - 大野まりか - かのん - 安里唯 - 真田真帆 - 草凪美海 | 2023年9月9日、「最大級 my ラプソディー」が先行配信開始。 「誘惑のぶりっこプリンセス」は、2023年5月21日、『～センターは私だ！～』にて初披露。 2023年1月11日～4月5日にて実施していたセンターポジションをメンバー間で競うオーディション企画「センターオーディション2023」にて第1位を獲得した白鳥ゆりかがセンターを務める。 「ラブリンチ」は、2022年8月20日、『「マジで！？アイオケ♪」@豊洲PIT』にて初披露。 「ZONE」は、2022年12月10日、『アイオケ♪Classic』にて初披露。 楽器メンバーによるインストゥルメンタル曲。初披露時の参加メンバーは、高橋紫微、白鳥ゆりか、kurumi、大野まりかの4名。 Blu-ray付き限定版、通常盤の全2種。 Blu-ray付き限定版に付属するBlu-rayには以下を収録。 ①2023年4月7日開催『ガチオケ♪』(Key Studio)：Special Edition ②2023年7月23日開催『〜高橋紫微卒業。いつのまにか、青春を捧げていた〜』(浅草花劇場)：Special Edition |
| 2nd      | 2023年10月10日 | 誘惑のぶりっこプリンセス | 最大級 my ラプソディー           | - 作詞：河野真理 (つしまみれ) - 作曲・編曲：りめな                       | モーツァルト「ピアノソナタ第11番」第3楽章「トルコ行進曲」                                        | - Blu-ray付き限定版(CD＋Blu-ray Disc)： - AGIO-0396 - 通常盤(CD)： - AGIO-0402 | ハミングバード | - 根本流風 - JIN - 高橋紫微 - 白鳥ゆりか - 白石みずほ - 三田萌日香 - kurumi - とろぴかる☆ゆーき - ひなひな - ゆゆ・THE・エクスカリバー - 大野まりか - かのん - 安里唯 - 真田真帆 - 草凪美海 | 2023年9月9日、「最大級 my ラプソディー」が先行配信開始。 「誘惑のぶりっこプリンセス」は、2023年5月21日、『～センターは私だ！～』にて初披露。 2023年1月11日～4月5日にて実施していたセンターポジションをメンバー間で競うオーディション企画「センターオーディション2023」にて第1位を獲得した白鳥ゆりかがセンターを務める。 「ラブリンチ」は、2022年8月20日、『「マジで！？アイオケ♪」@豊洲PIT』にて初披露。 「ZONE」は、2022年12月10日、『アイオケ♪Classic』にて初披露。 楽器メンバーによるインストゥルメンタル曲。初披露時の参加メンバーは、高橋紫微、白鳥ゆりか、kurumi、大野まりかの4名。 Blu-ray付き限定版、通常盤の全2種。 Blu-ray付き限定版に付属するBlu-rayには以下を収録。 ①2023年4月7日開催『ガチオケ♪』(Key Studio)：Special Edition ②2023年7月23日開催『〜高橋紫微卒業。いつのまにか、青春を捧げていた〜』(浅草花劇場)：Special Edition |
| 2nd      | 2023年10月10日 | 誘惑のぶりっこプリンセス | ラブリンチ                       | - 作詞：田崎礼奈 - 作曲：kurumi                                          | チャイコフスキー「くるみ割り人形」第2幕 第12曲 d 「トレパック」(ロシアの踊り)                    | - Blu-ray付き限定版(CD＋Blu-ray Disc)： - AGIO-0396 - 通常盤(CD)： - AGIO-0402 | ハミングバード | - 根本流風 - JIN - 高橋紫微 - 白鳥ゆりか - 白石みずほ - 三田萌日香 - kurumi - とろぴかる☆ゆーき - ひなひな - ゆゆ・THE・エクスカリバー - 大野まりか - かのん - 安里唯 - 真田真帆 - 草凪美海 | 2023年9月9日、「最大級 my ラプソディー」が先行配信開始。 「誘惑のぶりっこプリンセス」は、2023年5月21日、『～センターは私だ！～』にて初披露。 2023年1月11日～4月5日にて実施していたセンターポジションをメンバー間で競うオーディション企画「センターオーディション2023」にて第1位を獲得した白鳥ゆりかがセンターを務める。 「ラブリンチ」は、2022年8月20日、『「マジで！？アイオケ♪」@豊洲PIT』にて初披露。 「ZONE」は、2022年12月10日、『アイオケ♪Classic』にて初披露。 楽器メンバーによるインストゥルメンタル曲。初披露時の参加メンバーは、高橋紫微、白鳥ゆりか、kurumi、大野まりかの4名。 Blu-ray付き限定版、通常盤の全2種。 Blu-ray付き限定版に付属するBlu-rayには以下を収録。 ①2023年4月7日開催『ガチオケ♪』(Key Studio)：Special Edition ②2023年7月23日開催『〜高橋紫微卒業。いつのまにか、青春を捧げていた〜』(浅草花劇場)：Special Edition |
| 2nd      | 2023年10月10日 | 誘惑のぶりっこプリンセス | パラダイス未来                   | - 作詞：ライトK、AZU (LAZYgunsBRISKY) - 作曲・編曲：AZU (LAZYgunsBRISKY) | サン=サーンス「動物の謝肉祭」第13曲「白鳥」                                                      | - Blu-ray付き限定版(CD＋Blu-ray Disc)： - AGIO-0396 - 通常盤(CD)： - AGIO-0402 | ハミングバード | - 根本流風 - JIN - 高橋紫微 - 白鳥ゆりか - 白石みずほ - 三田萌日香 - kurumi - とろぴかる☆ゆーき - ひなひな - ゆゆ・THE・エクスカリバー - 大野まりか - かのん - 安里唯 - 真田真帆 - 草凪美海 | 2023年9月9日、「最大級 my ラプソディー」が先行配信開始。 「誘惑のぶりっこプリンセス」は、2023年5月21日、『～センターは私だ！～』にて初披露。 2023年1月11日～4月5日にて実施していたセンターポジションをメンバー間で競うオーディション企画「センターオーディション2023」にて第1位を獲得した白鳥ゆりかがセンターを務める。 「ラブリンチ」は、2022年8月20日、『「マジで！？アイオケ♪」@豊洲PIT』にて初披露。 「ZONE」は、2022年12月10日、『アイオケ♪Classic』にて初披露。 楽器メンバーによるインストゥルメンタル曲。初披露時の参加メンバーは、高橋紫微、白鳥ゆりか、kurumi、大野まりかの4名。 Blu-ray付き限定版、通常盤の全2種。 Blu-ray付き限定版に付属するBlu-rayには以下を収録。 ①2023年4月7日開催『ガチオケ♪』(Key Studio)：Special Edition ②2023年7月23日開催『〜高橋紫微卒業。いつのまにか、青春を捧げていた〜』(浅草花劇場)：Special Edition |
| 2nd      | 2023年10月10日 | 誘惑のぶりっこプリンセス | 友へ                             | - 作詞：斧出拓也 - 作曲・編曲：AZU (LAZYgunsBRISKY)                      | エルガー「愛の挨拶」                                                                             | - Blu-ray付き限定版(CD＋Blu-ray Disc)： - AGIO-0396 - 通常盤(CD)： - AGIO-0402 | ハミングバード | - 根本流風 - JIN - 高橋紫微 - 白鳥ゆりか - 白石みずほ - 三田萌日香 - kurumi - とろぴかる☆ゆーき - ひなひな - ゆゆ・THE・エクスカリバー - 大野まりか - かのん - 安里唯 - 真田真帆 - 草凪美海 | 2023年9月9日、「最大級 my ラプソディー」が先行配信開始。 「誘惑のぶりっこプリンセス」は、2023年5月21日、『～センターは私だ！～』にて初披露。 2023年1月11日～4月5日にて実施していたセンターポジションをメンバー間で競うオーディション企画「センターオーディション2023」にて第1位を獲得した白鳥ゆりかがセンターを務める。 「ラブリンチ」は、2022年8月20日、『「マジで！？アイオケ♪」@豊洲PIT』にて初披露。 「ZONE」は、2022年12月10日、『アイオケ♪Classic』にて初披露。 楽器メンバーによるインストゥルメンタル曲。初披露時の参加メンバーは、高橋紫微、白鳥ゆりか、kurumi、大野まりかの4名。 Blu-ray付き限定版、通常盤の全2種。 Blu-ray付き限定版に付属するBlu-rayには以下を収録。 ①2023年4月7日開催『ガチオケ♪』(Key Studio)：Special Edition ②2023年7月23日開催『〜高橋紫微卒業。いつのまにか、青春を捧げていた〜』(浅草花劇場)：Special Edition |
| 2nd      | 2023年10月10日 | 誘惑のぶりっこプリンセス | 虹                               | - 作曲：白鳥ゆりか                                                       | ショパン「革命のエチュード」                                                                     | - Blu-ray付き限定版(CD＋Blu-ray Disc)： - AGIO-0396 - 通常盤(CD)： - AGIO-0402 | ハミングバード | - 根本流風 - JIN - 高橋紫微 - 白鳥ゆりか - 白石みずほ - 三田萌日香 - kurumi - とろぴかる☆ゆーき - ひなひな - ゆゆ・THE・エクスカリバー - 大野まりか - かのん - 安里唯 - 真田真帆 - 草凪美海 | 2023年9月9日、「最大級 my ラプソディー」が先行配信開始。 「誘惑のぶりっこプリンセス」は、2023年5月21日、『～センターは私だ！～』にて初披露。 2023年1月11日～4月5日にて実施していたセンターポジションをメンバー間で競うオーディション企画「センターオーディション2023」にて第1位を獲得した白鳥ゆりかがセンターを務める。 「ラブリンチ」は、2022年8月20日、『「マジで！？アイオケ♪」@豊洲PIT』にて初披露。 「ZONE」は、2022年12月10日、『アイオケ♪Classic』にて初披露。 楽器メンバーによるインストゥルメンタル曲。初披露時の参加メンバーは、高橋紫微、白鳥ゆりか、kurumi、大野まりかの4名。 Blu-ray付き限定版、通常盤の全2種。 Blu-ray付き限定版に付属するBlu-rayには以下を収録。 ①2023年4月7日開催『ガチオケ♪』(Key Studio)：Special Edition ②2023年7月23日開催『〜高橋紫微卒業。いつのまにか、青春を捧げていた〜』(浅草花劇場)：Special Edition |
| 2nd      | 2023年10月10日 | 誘惑のぶりっこプリンセス | トワイライト・アモール           | - 作詞：小林萌夏 - 作曲：nabeLTD - 編曲：AZU (LAZYgunsBRISKY)            | - モーツァルト「フィガロの結婚」 - プッチーニ「誰も寝てはならぬ」                                | - Blu-ray付き限定版(CD＋Blu-ray Disc)： - AGIO-0396 - 通常盤(CD)： - AGIO-0402 | ハミングバード | - 根本流風 - JIN - 高橋紫微 - 白鳥ゆりか - 白石みずほ - 三田萌日香 - kurumi - とろぴかる☆ゆーき - ひなひな - ゆゆ・THE・エクスカリバー - 大野まりか - かのん - 安里唯 - 真田真帆 - 草凪美海 | 2023年9月9日、「最大級 my ラプソディー」が先行配信開始。 「誘惑のぶりっこプリンセス」は、2023年5月21日、『～センターは私だ！～』にて初披露。 2023年1月11日～4月5日にて実施していたセンターポジションをメンバー間で競うオーディション企画「センターオーディション2023」にて第1位を獲得した白鳥ゆりかがセンターを務める。 「ラブリンチ」は、2022年8月20日、『「マジで！？アイオケ♪」@豊洲PIT』にて初披露。 「ZONE」は、2022年12月10日、『アイオケ♪Classic』にて初披露。 楽器メンバーによるインストゥルメンタル曲。初披露時の参加メンバーは、高橋紫微、白鳥ゆりか、kurumi、大野まりかの4名。 Blu-ray付き限定版、通常盤の全2種。 Blu-ray付き限定版に付属するBlu-rayには以下を収録。 ①2023年4月7日開催『ガチオケ♪』(Key Studio)：Special Edition ②2023年7月23日開催『〜高橋紫微卒業。いつのまにか、青春を捧げていた〜』(浅草花劇場)：Special Edition |
| 2nd      | 2023年10月10日 | 誘惑のぶりっこプリンセス | 戦いのドラム                     | - 作詞：ライトK、AZU (LAZYgunsBRISKY) - 作曲・編曲：AZU (LAZYgunsBRISKY) | ベートーヴェン「交響曲第5番」(運命)                                                              | - Blu-ray付き限定版(CD＋Blu-ray Disc)： - AGIO-0396 - 通常盤(CD)： - AGIO-0402 | ハミングバード | - 根本流風 - JIN - 高橋紫微 - 白鳥ゆりか - 白石みずほ - 三田萌日香 - kurumi - とろぴかる☆ゆーき - ひなひな - ゆゆ・THE・エクスカリバー - 大野まりか - かのん - 安里唯 - 真田真帆 - 草凪美海 | 2023年9月9日、「最大級 my ラプソディー」が先行配信開始。 「誘惑のぶりっこプリンセス」は、2023年5月21日、『～センターは私だ！～』にて初披露。 2023年1月11日～4月5日にて実施していたセンターポジションをメンバー間で競うオーディション企画「センターオーディション2023」にて第1位を獲得した白鳥ゆりかがセンターを務める。 「ラブリンチ」は、2022年8月20日、『「マジで！？アイオケ♪」@豊洲PIT』にて初披露。 「ZONE」は、2022年12月10日、『アイオケ♪Classic』にて初披露。 楽器メンバーによるインストゥルメンタル曲。初披露時の参加メンバーは、高橋紫微、白鳥ゆりか、kurumi、大野まりかの4名。 Blu-ray付き限定版、通常盤の全2種。 Blu-ray付き限定版に付属するBlu-rayには以下を収録。 ①2023年4月7日開催『ガチオケ♪』(Key Studio)：Special Edition ②2023年7月23日開催『〜高橋紫微卒業。いつのまにか、青春を捧げていた〜』(浅草花劇場)：Special Edition |
| 2nd      | 2023年10月10日 | 誘惑のぶりっこプリンセス | 開く迷宮                         | - 作詞：根本流風 - 作曲：りめな                                          | サティ「ジムノペディ」第1番                                                                      | - Blu-ray付き限定版(CD＋Blu-ray Disc)： - AGIO-0396 - 通常盤(CD)： - AGIO-0402 | ハミングバード | - 根本流風 - JIN - 高橋紫微 - 白鳥ゆりか - 白石みずほ - 三田萌日香 - kurumi - とろぴかる☆ゆーき - ひなひな - ゆゆ・THE・エクスカリバー - 大野まりか - かのん - 安里唯 - 真田真帆 - 草凪美海 | 2023年9月9日、「最大級 my ラプソディー」が先行配信開始。 「誘惑のぶりっこプリンセス」は、2023年5月21日、『～センターは私だ！～』にて初披露。 2023年1月11日～4月5日にて実施していたセンターポジションをメンバー間で競うオーディション企画「センターオーディション2023」にて第1位を獲得した白鳥ゆりかがセンターを務める。 「ラブリンチ」は、2022年8月20日、『「マジで！？アイオケ♪」@豊洲PIT』にて初披露。 「ZONE」は、2022年12月10日、『アイオケ♪Classic』にて初披露。 楽器メンバーによるインストゥルメンタル曲。初披露時の参加メンバーは、高橋紫微、白鳥ゆりか、kurumi、大野まりかの4名。 Blu-ray付き限定版、通常盤の全2種。 Blu-ray付き限定版に付属するBlu-rayには以下を収録。 ①2023年4月7日開催『ガチオケ♪』(Key Studio)：Special Edition ②2023年7月23日開催『〜高橋紫微卒業。いつのまにか、青春を捧げていた〜』(浅草花劇場)：Special Edition |
| 2nd      | 2023年10月10日 | 誘惑のぶりっこプリンセス | ZONE                             | - 作曲・編曲：AZU (LAZYgunsBRISKY)                                       | - メンデルスゾーン「ヴァイオリン協奏曲」第1楽章 - ヴィヴァルディ「四季」協奏曲第2番「夏」第1楽章 | - Blu-ray付き限定版(CD＋Blu-ray Disc)： - AGIO-0396 - 通常盤(CD)： - AGIO-0402 | ハミングバード | - 根本流風 - JIN - 高橋紫微 - 白鳥ゆりか - 白石みずほ - 三田萌日香 - kurumi - とろぴかる☆ゆーき - ひなひな - ゆゆ・THE・エクスカリバー - 大野まりか - かのん - 安里唯 - 真田真帆 - 草凪美海 | 2023年9月9日、「最大級 my ラプソディー」が先行配信開始。 「誘惑のぶりっこプリンセス」は、2023年5月21日、『～センターは私だ！～』にて初披露。 2023年1月11日～4月5日にて実施していたセンターポジションをメンバー間で競うオーディション企画「センターオーディション2023」にて第1位を獲得した白鳥ゆりかがセンターを務める。 「ラブリンチ」は、2022年8月20日、『「マジで！？アイオケ♪」@豊洲PIT』にて初披露。 「ZONE」は、2022年12月10日、『アイオケ♪Classic』にて初披露。 楽器メンバーによるインストゥルメンタル曲。初披露時の参加メンバーは、高橋紫微、白鳥ゆりか、kurumi、大野まりかの4名。 Blu-ray付き限定版、通常盤の全2種。 Blu-ray付き限定版に付属するBlu-rayには以下を収録。 ①2023年4月7日開催『ガチオケ♪』(Key Studio)：Special Edition ②2023年7月23日開催『〜高橋紫微卒業。いつのまにか、青春を捧げていた〜』(浅草花劇場)：Special Edition |

### 未音源化曲
| アイオケ | アイオケ      | アイオケ | アイオケ                          | アイオケ       | アイオケ                                               | アイオケ |
| #        | 発表日        | タイトル | - 作詞 - 作曲 - 編曲              | 使用クラシック | 参加者                                                 | 備考 |
| -------- | ------------- | -------- | --------------------------------- | -------------- | ------------------------------------------------------ | --- |
| 1        | 2022年8月20日 | 星月夜   | - 作曲：白鳥ゆりか - 編曲：kurumi |                | - 高橋紫微 - 白鳥ゆりか - kurumi - 大野まりか - かのん | 2022年8月20日、『「マジで！？アイオケ♪」@豊洲PIT』にて初披露。 楽器メンバーによるインストゥルメンタル曲。 読みは「ほしづきよ」である。 Youtube企画にて白鳥ゆりかが作曲したソロピアノ曲をkurumiが編曲したもの。バイオリン・フルート×2・クラリネット・キーボードの5名で演奏。 かのんはフルート担当として参加。 |

### タイアップ
| キャンディボイス                 | キャンディボイス       | キャンディボイス                                                          |
| 起用年                           | 曲名                   | タイアップ                                                                |
| -------------------------------- | ---------------------- | ------------------------------------------------------------------------- |
| 2014年                           | 誰よりもデビュー       | TOKYO MX『スパルタンMX』オープニングテーマ (第45回 - 第52回)              |
| 2014年                           | 鋼の街 アイドルver     | アニメ『毎度!浦安鉄筋家族』オープニングテーマ (14発目 - 25発目)           |
| アイドルオーケストラRY's ～ RY's |                        |                                                                           |
| 起用年                           | 曲名                   | タイアップ                                                                |
| 2017年                           | 自分エール。           | 『2017 SBSカップ国際ユースサッカー』公式テーマソング                      |
| 2018年                           | #青春1・2・3           | HiBiKi Radio Station『RY’sのアイオケ♪RADIO』メインテーマ                  |
| 2018年                           | #青春1・2・3           | ニコニコ公式生放送『オーイシ✕加藤の「ニコ生☆音楽王」』3月度エンティング曲 |
| 2018年                           | #青春1・2・3           | 日本テレビ系『バズリズム02』POWER PLAY                                    |
| アイオケ                         |                        |                                                                           |
| 2021年                           | Catch The Dream        | 日本テレビ系『それって!?実際どうなの課』4月度エンディングテーマ           |
| 2022年                           | 誕生日おめでTOKYO      | テレビ神奈川『ニューヨークと蛙亭のキット、くる!!』メインテーマ曲          |
| 2023年                           | 最大級 my ラプソディー | 千葉テレビ『モーニングこんぱす』11月度エンディングテーマ                  |

### 映像作品
| キャンディボイス                 | キャンディボイス                                            | キャンディボイス | キャンディボイス | キャンディボイス                                                                   | キャンディボイス |
| 発売日                           | タイトル                                                    | 規格             | 規格品番         | 内容                                                                               | 備考 |
| -------------------------------- | ----------------------------------------------------------- | ---------------- | ---------------- | ---------------------------------------------------------------------------------- | --- |
| 2014年6月11日                    | スパルタンMX presents キャンディボイス 「誰よりもデビュー」 | DVD + CD         | VPBF-13876       | DVD「スパルタンMX presents Candy Voice 誰よりもデビュー」 + CD「誰よりもデビュー」 | 特典CDに楽曲を収録。 |
| アイドルオーケストラRY's ～ RY's |                                                             |                  |                  |                                                                                    | |
| 発売日                           | タイトル                                                    | 規格             | 規格品番         | 内容                                                                               | 備考 |
| 2018年12月22日                   | RY's CHRISTMAS CAROL                                        | DVD              | -                | オリジナルショートドラマ「RY's CHRISTMAS CAROL」                                   | DVD-Rによる提供 「RY’sのクリパ2018」にて上映されたオリジナルショートドラマ「RY's CHRISTMAS CAROL」を収録。 (参加メンバー：YUU、RUKA、RIO、JIN、SUAI) メンバーごとのバージョンがあり、2トラック目のメイキングコメントに出演しているメンバーが異なる(全5種。1トラック目のオリジナルショートドラマの内容は同じ)。 |
| 2018年12月22日                   | RY's CHRISTMAS CAROL                                        | DVD              | -                | 「RY's CHRISTMAS CAROL」撮影を終えて (メイキングコメント)                          | DVD-Rによる提供 「RY’sのクリパ2018」にて上映されたオリジナルショートドラマ「RY's CHRISTMAS CAROL」を収録。 (参加メンバー：YUU、RUKA、RIO、JIN、SUAI) メンバーごとのバージョンがあり、2トラック目のメイキングコメントに出演しているメンバーが異なる(全5種。1トラック目のオリジナルショートドラマの内容は同じ)。 |
| アイオケ                         |                                                             |                  |                  |                                                                                    | |
| 発売日                           | タイトル                                                    | 規格             | 規格品番         | 内容                                                                               | 備考 |
| 2022年2月11日                    | マジで！？アイオケ♪                                         | Blu-ray          | AGIO0389         | 豊洲PITワンマンライブ 「マジで！？アイオケ♪」 + 特典映像                           | ①豊洲PITワンマンライブ 「マジで！？アイオケ♪」収録映像 (約140分)- アイオケ♪ - 今日からキミも楽団員！！ - エモエモO＆K - ダンスパフォーマンス - コント「引っ越し」 - コント「遠足」 - 星月夜 - きっとこれが恋ね - #青春1・2・3 - 世界に君さえいればいいの - サマー・トレジャー - かけがえのないもの - ラブリンチ - 【ご報告】私、食べるのやめます。 - アイオケ体操第一 - 革命のベルを鳴らせ〈Long ver.〉 - 誕生日おめでTOKYO - Catch The Dream ②特典映像 (約75分) 2022年10月10日開催『豊洲大反省会』(恵比寿CreAto)より- メンバーによる『マジで！？アイオケ♪』反省会トーク 2022年10月10日開催『白石みずほ卒業公演-ドクリンゴ-』(恵比寿CreAto)アンコールより- かけがえのないもの - アイオケ |

### 参加作品
| キャンディボイス | キャンディボイス                      | キャンディボイス | キャンディボイス | キャンディボイス                                                      | キャンディボイス                                                                |
| 発売日           | タイトル                              | 規格             | 規格品番         | 収録曲                                                                | 備考                                                                            |
| ---------------- | ------------------------------------- | ---------------- | ---------------- | --------------------------------------------------------------------- | ------------------------------------------------------------------------------- |
| 2015年2月20日    | 毎度!浦安鉄筋家族 Blu-ray特装版(CD付) | Blu-ray + CD     | DCBD-0008        | 収録曲「鋼の街 アイドルver」(歌：キャンディボイス、 コーラス：冠徹弥) | 特装版の特典CDに楽曲を収録。Blu-rayに「鋼の街 アイドルver」のフルサイズを収録。 |
| 2015年2月20日    | 毎度!浦安鉄筋家族 Blu-ray通常版       | Blu-ray          | DCBD-0009        | 収録曲「鋼の街 アイドルver」(歌：キャンディボイス、 コーラス：冠徹弥) | 特装版の特典CDに楽曲を収録。Blu-rayに「鋼の街 アイドルver」のフルサイズを収録。 |

### その他作品
- LINEスタンプ「RY's公式スタンプ」 (2019年12月5日)[145]

## 出演

### テレビ
- アイオケ♪ (2015年9月30日 - 2016年3月30日、TOKYO MX)[146][147]

### ネット配信
- RY'sのアイオケ♪RADIO（2017年10月9日 - 2019年4月8日、HiBiKi Radio Station）[148][149]

### ラジオ
- オリエンタルバイオpresents「RY's・RIOの始まりの日曜日」（2017年1月8日 - 2019年4月1日、SBSラジオ）[40][150][151]
- オリエンタルバイオpresents「RiOの踊る♪ウィークエンド」（2019年4月7日 - 2020年12月27日、SBSラジオ）[152][153]
- アイオケ♪ってアイドルグループ 知ってますか？（2022年9月11日 - 、レインボータウンFM、毎月第2日曜日 19:00-19:30）[154]